# IMSA SportsCar Championship 2023
IMSA SportsCar Championship 2023 (IMSA WeatherTech SportsCar Championship 2023) – dziesiąty sezon serii IMSA SportsCar Championship organizowanej przez International Motor Sports Association (IMSA). Rozpoczął się on 28 stycznia wyścigiem 24 Hours of Daytona, a zakończył 14 października rywalizacją w wyścigu Petit Le Mans.

## Klasy
Prototypy:
- Grand Touring Prototype (GTP) – samochody Le Mans Daytona h (LMDh) i Le Mans Hypercar (LMH)
- Le Mans Prototype 2 (LMP2)
- Le Mans Prototype 3 (LMP3)

Samochody GT:
- GT Daytona Pro (GTD Pro)
- GT Daytona (GTD)

Sezon ten był debiutem dla klasy Grand Touring Prototype, która zastąpiła klasę Daytona Prototype International (DPi). Kategoria ta zezwalała na rywalizację aut zbudowanych według przepisów technicznych LMDh i LMH co spowodowało ujednolicenie najwyższych klas w IMSA SportsCar Championshi i FIA World Endurance Championship gdzie auta LMH i LMDh rywalizowały w klasie Hypercar.

## Kalendarz
Kalendarz został zaprezentowany 5 sierpnia 2022 roku. We wrześnu ogłoszono przywrócenie klasie GTD klasyfikacji WeatherTech Sprint Cup, która pierwotnie miała przestać istnieć. W porównaniu do ubiegłego sezonu nie było w kalendarzu rund odbywających się jedynie w ramach tej klasyfikacji. 1 grudnia 2022 roku ogłoszono rezygnację z wyścigu kwalifikacyjnego przed 24 Hours of Daytona.
| Runda | Wyścig                          | Długość            | Klasy                   | Tor                             | Lokalizacja             | Termin          |
| ----- | ------------------------------- | ------------------ | ----------------------- | ------------------------------- | ----------------------- | --------------- |
| 1     | Rolex 24 at Daytona             | 24 godziny         | Wszystkie               | Daytona International Speedway  | Daytona Beach, Floryda  | 28-29 stycznia  |
| 2     | Mobil 1 Twelve Hours of Sebring | 12 godzin          | Wszystkie               | Sebring International Raceway   | Sebring, Floryda        | 18 marca        |
| 3     | Acura Grand Prix of Long Beach  | 1 godzina 40 minut | GTP, GTD Pro, GTD       | Long Beach Street Circuit       | Long Beach, Kalifornia  | 15 kwietnia     |
| 4     | Motul Course de Monterey        | 2 godziny 40 minut | GTP, LMP2, GTD Pro, GTD | WeatherTech Raceway Laguna Seca | Monterey, Kalifornia    | 14 maja         |
| 5     | Sahlen's Six Hours of The Glen  | 6 godzin           | Wszystkie               | Watkins Glen International      | Watkins Glen, Nowy Jork | 25 czerwca      |
| 6     | Chevrolet Grand Prix            | 2 godziny 40 minut | GTP, LMP3, GTD Pro, GTD | Canadian Tire Motorsport Park   | Bowmanville, Ontario    | 9 lipca         |
| 7     | FCP Euro Northeast Grand Prix   | 2 godziny 40 minut | GTD Pro, GTD            | Lime Rock Park                  | Lakeville, Connecticut  | 22 lipca        |
| 8     | IMSA SportsCar Weekend          | 2 godziny 40 minut | Wszystkie               | Road America                    | Elkhart Lake, Wisconsin | 6 sierpnia      |
| 9     | Michelin GT Challenge at VIR    | 2 godziny 40 minut | GTD Pro, GTD            | Virginia International Raceway  | Alton, Wirginia         | 27 sierpnia     |
| 10    | IMSA Battle on the Bricks       | 2 godziny 40 minut | Wszystkie               | Indianapolis Motor Speedway     | Speedway, Indiana       | 17 września     |
| 11    | Motul Petit Le Mans             | 10 godzin          | Wszystkie               | Michelin Raceway Road Atlanta   | Braselton, Georgia      | 14 października |

| Legenda                                |
| -------------------------------------- |
| Wyścig w ramach Michelin Endurance Cup |
| Wyścig w ramach WeatherTech Sprint Cup |

## Lista startowa

### Grand Touring Prototype (GTP)
| Zespół                                    | Samochód            | Silnik                          | Nr | Kierowcy              | Rundy         | Źródła                            |
| ----------------------------------------- | ------------------- | ------------------------------- | -- | --------------------- | ------------- | --------------------------------- |
| Cadillac Racing                           | Cadillac V-Series.R | Cadillac 5.5 L DOHC V8          | 01 | Sébastien Bourdais    | Wszystkie     | [ 9 ] [ 10 ] [ 11 ] [ 12 ]        |
| Cadillac Racing                           | Cadillac V-Series.R | Cadillac 5.5 L DOHC V8          | 01 | Renger van der Zande  | Wszystkie     | [ 9 ] [ 10 ] [ 11 ] [ 12 ]        |
| Cadillac Racing                           | Cadillac V-Series.R | Cadillac 5.5 L DOHC V8          | 01 | Scott Dixon           | 1–2, 11       | [ 9 ] [ 10 ] [ 11 ] [ 12 ]        |
| Cadillac Racing                           | Cadillac V-Series.R | Cadillac 5.5 L DOHC V8          | 02 | Earl Bamber           | 1             | [ 9 ] [ 10 ] [ 13 ]               |
| Cadillac Racing                           | Cadillac V-Series.R | Cadillac 5.5 L DOHC V8          | 02 | Alex Lynn             | 1             | [ 9 ] [ 10 ] [ 13 ]               |
| Cadillac Racing                           | Cadillac V-Series.R | Cadillac 5.5 L DOHC V8          | 02 | Richard Westbrook     | 1             | [ 9 ] [ 10 ] [ 13 ]               |
| JDC Miller Motorsports                    | Porsche 963         | Porsche 4.6 L Twin-Turbo V8     | 5  | Tijmen van der Helm   | 4–6, 8, 10–11 | [ 14 ] [ 15 ] [ 16 ]              |
| JDC Miller Motorsports                    | Porsche 963         | Porsche 4.6 L Twin-Turbo V8     | 5  | Mike Rockenfeller     | 4–6, 8, 10–11 | [ 14 ] [ 15 ] [ 16 ]              |
| JDC Miller Motorsports                    | Porsche 963         | Porsche 4.6 L Twin-Turbo V8     | 5  | Jenson Button         | 11            | [ 14 ] [ 15 ] [ 16 ]              |
| Porsche Penske Motorsport                 | Porsche 963         | Porsche 4.6 L Twin-Turbo V8     | 6  | Mathieu Jaminet       | Wszystkie     | [ 17 ] [ 18 ] [ 19 ]              |
| Porsche Penske Motorsport                 | Porsche 963         | Porsche 4.6 L Twin-Turbo V8     | 6  | Nick Tandy            | Wszystkie     | [ 17 ] [ 18 ] [ 19 ]              |
| Porsche Penske Motorsport                 | Porsche 963         | Porsche 4.6 L Twin-Turbo V8     | 6  | Dane Cameron          | 1–2           | [ 17 ] [ 18 ] [ 19 ]              |
| Porsche Penske Motorsport                 | Porsche 963         | Porsche 4.6 L Twin-Turbo V8     | 6  | Laurens Vanthoor      | 11            |                                   |
| Porsche Penske Motorsport                 | Porsche 963         | Porsche 4.6 L Twin-Turbo V8     | 7  | Matt Campbell         | Wszystkie     | [ 17 ] [ 18 ] [ 19 ]              |
| Porsche Penske Motorsport                 | Porsche 963         | Porsche 4.6 L Twin-Turbo V8     | 7  | Felipe Nasr           | Wszystkie     | [ 17 ] [ 18 ] [ 19 ]              |
| Porsche Penske Motorsport                 | Porsche 963         | Porsche 4.6 L Twin-Turbo V8     | 7  | Michael Christensen   | 1–2           | [ 17 ] [ 18 ] [ 19 ]              |
| Porsche Penske Motorsport                 | Porsche 963         | Porsche 4.6 L Twin-Turbo V8     | 7  | Josef Newgarden       | 11            |                                   |
| Konica Minolta Acura ARX-06               | Acura ARX-06        | Acura AR24e 2.4 L Twin-Turbo V6 | 10 | Filipe Albuquerque    | Wszystkie     | [ 20 ] [ 21 ] [ 22 ]              |
| Konica Minolta Acura ARX-06               | Acura ARX-06        | Acura AR24e 2.4 L Twin-Turbo V6 | 10 | Ricky Taylor          | Wszystkie     | [ 20 ] [ 21 ] [ 22 ]              |
| Konica Minolta Acura ARX-06               | Acura ARX-06        | Acura AR24e 2.4 L Twin-Turbo V6 | 10 | Louis Delétraz        | 1–2, 5, 11    | [ 20 ] [ 21 ] [ 22 ]              |
| Konica Minolta Acura ARX-06               | Acura ARX-06        | Acura AR24e 2.4 L Twin-Turbo V6 | 10 | Brendon Hartley       | 1             | [ 20 ] [ 21 ] [ 22 ]              |
| BMW M Team RLL                            | BMW M Hybrid V8     | BMW P66/3 4.0 L Twin-Turbo V8   | 24 | Phillip Eng           | Wszystkie     | [ 23 ] [ 24 ] [ 25 ]              |
| BMW M Team RLL                            | BMW M Hybrid V8     | BMW P66/3 4.0 L Twin-Turbo V8   | 24 | Augusto Farfus        | Wszystkie     | [ 23 ] [ 24 ] [ 25 ]              |
| BMW M Team RLL                            | BMW M Hybrid V8     | BMW P66/3 4.0 L Twin-Turbo V8   | 24 | Marco Wittmann        | 1–2, 11       | [ 23 ] [ 24 ] [ 25 ]              |
| BMW M Team RLL                            | BMW M Hybrid V8     | BMW P66/3 4.0 L Twin-Turbo V8   | 24 | Colton Herta          | 1             | [ 23 ] [ 24 ] [ 25 ]              |
| BMW M Team RLL                            | BMW M Hybrid V8     | BMW P66/3 4.0 L Twin-Turbo V8   | 25 | Connor De Phillippi   | Wszystkie     | [ 23 ] [ 24 ] [ 25 ]              |
| BMW M Team RLL                            | BMW M Hybrid V8     | BMW P66/3 4.0 L Twin-Turbo V8   | 25 | Nick Yelloly          | Wszystkie     | [ 23 ] [ 24 ] [ 25 ]              |
| BMW M Team RLL                            | BMW M Hybrid V8     | BMW P66/3 4.0 L Twin-Turbo V8   | 25 | Sheldon van der Linde | 1–2, 11       | [ 23 ] [ 24 ] [ 25 ]              |
| BMW M Team RLL                            | BMW M Hybrid V8     | BMW P66/3 4.0 L Twin-Turbo V8   | 25 | Colton Herta          | 1             | [ 23 ] [ 24 ] [ 25 ]              |
| Whelen Engineering Racing Cadillac V-LMDh | Cadillac V-LMDh     | Cadillac 5.5 L DOHC V8          | 31 | Pipo Derani           | Wszystkie     | [ 9 ] [ 10 ] [ 11 ] [ 12 ] [ 26 ] |
| Whelen Engineering Racing Cadillac V-LMDh | Cadillac V-LMDh     | Cadillac 5.5 L DOHC V8          | 31 | Alexander Sims        | Wszystkie     | [ 9 ] [ 10 ] [ 11 ] [ 12 ] [ 26 ] |
| Whelen Engineering Racing Cadillac V-LMDh | Cadillac V-LMDh     | Cadillac 5.5 L DOHC V8          | 31 | Jack Aitken           | 1–2, 5, 11    | [ 9 ] [ 10 ] [ 11 ] [ 12 ] [ 26 ] |
| Proton Competition                        | Porsche 963         | Porsche 4.6 L Twin-Turbo V8     | 59 | Gianmaria Bruni       | 8, 10–11      | [ 27 ]                            |
| Proton Competition                        | Porsche 963         | Porsche 4.6 L Twin-Turbo V8     | 59 | Harry Tincknell       | 8, 10–11      | [ 27 ]                            |
| Proton Competition                        | Porsche 963         | Porsche 4.6 L Twin-Turbo V8     | 59 | Neel Jani             | 11            | [ 27 ]                            |
| Meyer Shank Racing w/ Curb Agajanian      | Acura ARX-06        | Acura AR24e 2.4 L Twin-Turbo    | 60 | Tom Blomqvist         | Wszystkie     | [ 20 ] [ 21 ] [ 28 ]              |
| Meyer Shank Racing w/ Curb Agajanian      | Acura ARX-06        | Acura AR24e 2.4 L Twin-Turbo    | 60 | Colin Braun           | Wszystkie     | [ 20 ] [ 21 ] [ 28 ]              |
| Meyer Shank Racing w/ Curb Agajanian      | Acura ARX-06        | Acura AR24e 2.4 L Twin-Turbo    | 60 | Hélio Castroneves     | 1–2, 11       | [ 20 ] [ 21 ] [ 28 ]              |
| Meyer Shank Racing w/ Curb Agajanian      | Acura ARX-06        | Acura AR24e 2.4 L Twin-Turbo    | 60 | Simon Pagenaud        | 1             | [ 20 ] [ 21 ] [ 28 ]              |
| Listy startowe                            |                     |                                 |    |                       |               |                                   |

1. ↑  Klasy LMP2 i LMP3 będą zdobywać punkty jedynie w klasyfikacji Michelin Endurance Cup.
2. ↑  Podczas wyścigu na torze Daytona auto wystartowało pod nazwą Cadillac V-LMDh[7]. General Motors ogłosiło zmianę nazwy prototypu na Cadillac V-Series.R przy okazji ogłoszenia listy aut na Le Mans[8].

### Le Mans Prototype 2 (LMP2)
Zgodnie z regulacjami LMP2 z 2017 roku, wszystkie samochody korzystały z silnika Gibson GK428 V8.
| Zespół                    | Samochód | Nr | Kierowcy            | Rundy            | Źródła               |
| ------------------------- | -------- | -- | ------------------- | ---------------- | -------------------- |
| Crowdstrike Racing by APR | Oreca 07 | 04 | Ben Hanley          | Wszystkie        | [ 38 ]               |
| Crowdstrike Racing by APR | Oreca 07 | 04 | George Kurtz        | Wszystkie        | [ 38 ]               |
| Crowdstrike Racing by APR | Oreca 07 | 04 | Nolan Siegel        | 2, 5, 11         | [ 38 ]               |
| Crowdstrike Racing by APR | Oreca 07 | 04 | Esteban Gutiérrez   | 1                | [ 38 ]               |
| Crowdstrike Racing by APR | Oreca 07 | 04 | Matt McMurry        | 1                | [ 38 ]               |
| Tower Motorsports         | Oreca 07 | 8  | Kyffin Simpson      | 1–2, 5, 11       | [ 39 ] [ 40 ]        |
| Tower Motorsports         | Oreca 07 | 8  | John Farano         | 1–2, 4           | [ 39 ] [ 40 ]        |
| Tower Motorsports         | Oreca 07 | 8  | Scott McLaughlin    | 1–2, 11          | [ 39 ] [ 40 ]        |
| Tower Motorsports         | Oreca 07 | 8  | Louis Delétraz      | 4, 8, 10         | [ 39 ] [ 40 ]        |
| Tower Motorsports         | Oreca 07 | 8  | Josef Newgarden     | 1                | [ 39 ] [ 40 ]        |
| Tower Motorsports         | Oreca 07 | 8  | Will Stevens        | 5                | [ 39 ] [ 40 ]        |
| Tower Motorsports         | Oreca 07 | 8  | Salih Yoluç         | 5                | [ 39 ] [ 40 ]        |
| Tower Motorsports         | Oreca 07 | 8  | Rodrigo Sales       | 8                | [ 39 ] [ 40 ]        |
| Tower Motorsports         | Oreca 07 | 8  | Dan Goldburg        | 10               | [ 39 ] [ 40 ]        |
| Tower Motorsports         | Oreca 07 | 8  | Ari Balogh          | 11               | [ 39 ] [ 40 ]        |
| TDS Racing                | Oreca 07 | 11 | Mikkel Jensen       | Wszystkie        | [ 41 ] [ 42 ]        |
| TDS Racing                | Oreca 07 | 11 | Steven Thomas       | Wszystkie        | [ 41 ] [ 42 ]        |
| TDS Racing                | Oreca 07 | 11 | Scott Huffaker      | 1–2, 5, 11       | [ 41 ] [ 42 ]        |
| TDS Racing                | Oreca 07 | 11 | Rinus VeeKay        | 1                | [ 41 ] [ 42 ]        |
| TDS Racing                | Oreca 07 | 35 | Giedo van der Garde | Wszystkie        | [ 43 ] [ 44 ] [ 45 ] |
| TDS Racing                | Oreca 07 | 35 | Josh Pierson        | 1–2, 5, 11       | [ 43 ] [ 44 ] [ 45 ] |
| TDS Racing                | Oreca 07 | 35 | François Heriau     | 1–2, 4           | [ 43 ] [ 44 ] [ 45 ] |
| TDS Racing                | Oreca 07 | 35 | John Falb           | 5, 8, 11         | [ 43 ] [ 44 ] [ 45 ] |
| TDS Racing                | Oreca 07 | 35 | Job van Uitert      | 1                | [ 43 ] [ 44 ] [ 45 ] |
| TDS Racing                | Oreca 07 | 35 | Rodrigo Sales       | 10               | [ 43 ] [ 44 ] [ 45 ] |
| Era Motorsport            | Oreca 07 | 18 | Ryan Dalziel        | Wszystkie        | [ 46 ]               |
| Era Motorsport            | Oreca 07 | 18 | Dwight Merriman     | Wszystkie        | [ 46 ]               |
| Era Motorsport            | Oreca 07 | 18 | Christian Rasmussen | 1–2, 5, 11       | [ 46 ]               |
| Era Motorsport            | Oreca 07 | 18 | Oliver Jarvis       | 1                | [ 46 ]               |
| High Class Racing         | Oreca 07 | 20 | Ed Jones            | Wszystkie        | [ 47 ]               |
| High Class Racing         | Oreca 07 | 20 | Dennis Andersen     | 1–2, 4, 8, 10–11 | [ 47 ]               |
| High Class Racing         | Oreca 07 | 20 | Anders Fjordbach    | 1–2, 5, 11       | [ 47 ]               |
| High Class Racing         | Oreca 07 | 20 | Raffaele Marciello  | 1                | [ 47 ]               |
| High Class Racing         | Oreca 07 | 20 | Mark Kvamme         | 5                | [ 47 ]               |
| Rick Ware Racing          | Oreca 07 | 51 | Eric Lux            | 1–2, 4–5         | [ 48 ] [ 49 ]        |
| Rick Ware Racing          | Oreca 07 | 51 | Devlin DeFrancesco  | 1–2, 5           | [ 48 ] [ 49 ]        |
| Rick Ware Racing          | Oreca 07 | 51 | Pietro Fittipaldi   | 1–2, 5           | [ 48 ] [ 49 ]        |
| Rick Ware Racing          | Oreca 07 | 51 | Austin Cindric      | 1                | [ 48 ] [ 49 ]        |
| Rick Ware Racing          | Oreca 07 | 51 | Juan Pablo Montoya  | 4                | [ 48 ] [ 49 ]        |
| PR1 Mathiasen Motorsports | Oreca 07 | 52 | Paul-Loup Chatin    | Wszystkie        | [ 50 ]               |
| PR1 Mathiasen Motorsports | Oreca 07 | 52 | Ben Keating         | Wszystkie        | [ 50 ]               |
| PR1 Mathiasen Motorsports | Oreca 07 | 52 | Alex Quinn          | 1–2, 5, 11       | [ 50 ]               |
| PR1 Mathiasen Motorsports | Oreca 07 | 52 | Nicolas Lapierre    | 1                | [ 50 ]               |
| Proton Competition        | Oreca 07 | 55 | James Allen         | 1                | [ 51 ]               |
| Proton Competition        | Oreca 07 | 55 | Gianmaria Bruni     | 1                | [ 51 ]               |
| Proton Competition        | Oreca 07 | 55 | Francesco Pizzi     | 1                | [ 51 ]               |
| Proton Competition        | Oreca 07 | 55 | Fred Poordad        | 1                | [ 51 ]               |
| AF Corse                  | Oreca 07 | 88 | Julien Canal        | 1                | [ 52 ]               |
| AF Corse                  | Oreca 07 | 88 | Nicklas Nielsen     | 1, 5             | [ 52 ]               |
| AF Corse                  | Oreca 07 | 88 | François Perrodo    | 1, 11            | [ 52 ]               |
| AF Corse                  | Oreca 07 | 88 | Matthieu Vaxivière  | 1, 11            | [ 52 ]               |
| AF Corse                  | Oreca 07 | 88 | Luis Pérez Companc  | 5                | [ 52 ]               |
| AF Corse                  | Oreca 07 | 88 | Lilou Wadoux        | 5                | [ 52 ]               |
| AF Corse                  | Oreca 07 | 88 | Emmanuel Collard    | 11               | [ 52 ]               |
| Listy startowe            |          |    |                     |                  |                      |

### Le Mans Prototype 3 (LMP3)
Zgodnie z regulacjami LMP3 z 2020 roku wszystkie samochody korzystały z silnika Nissan VK56DE 5.6L V8.
| Zespół                       | Samochód           | Nr | Kierowcy            | Rundy            | Źródła               |
| ---------------------------- | ------------------ | -- | ------------------- | ---------------- | -------------------- |
| Ave Motorsports              | Ligier JS P320     | 4  | Tõnis Kasemets      | 2, 5, 8          | [ 54 ]               |
| Ave Motorsports              | Ligier JS P320     | 4  | Seth Lucas          | 2, 5, 8          | [ 54 ]               |
| Ave Motorsports              | Ligier JS P320     | 4  | Trenton Estep       | 2, 5             | [ 54 ]               |
| Ave Motorsports              | Ligier JS P320     | 4  | Antoine Comeau      | 6                | [ 54 ]               |
| Ave Motorsports              | Ligier JS P320     | 4  | George Staikos      | 6                | [ 54 ]               |
| Ave Motorsports              | Ligier JS P320     | 4  | Kevin Conway        | 10               | [ 54 ]               |
| Ave Motorsports              | Ligier JS P320     | 4  | John Geesbreght     | 10               | [ 54 ]               |
| AWA                          | Duqueine M30 – D08 | 13 | Matthew Bell        | Wszystkie        | [ 55 ]               |
| AWA                          | Duqueine M30 – D08 | 13 | Orey Fidani         | Wszystkie        | [ 55 ]               |
| AWA                          | Duqueine M30 – D08 | 13 | Lars Kern           | 1–2, 5, 11       | [ 55 ]               |
| AWA                          | Duqueine M30 – D08 | 13 | Moritz Kranz        | 1                | [ 55 ]               |
| AWA                          | Duqueine M30 – D08 | 17 | Wayne Boyd          | Wszystkie        | [ 55 ]               |
| AWA                          | Duqueine M30 – D08 | 17 | Anthony Mantella    | Wszystkie        | [ 55 ]               |
| AWA                          | Duqueine M30 – D08 | 17 | Nicolás Varrone     | 1–2, 5, 11       | [ 55 ]               |
| AWA                          | Duqueine M30 – D08 | 17 | Thomas Merrill      | 1                | [ 55 ]               |
| Jr III Racing                | Ligier JS P320     | 29 | Bijoy Garg          | 8, 10            |                      |
| Jr III Racing                | Ligier JS P320     | 29 | Colin Noble         | 8                |                      |
| Jr III Racing                | Ligier JS P320     | 29 | Guilherme Oliveira  | 10               |                      |
| Jr III Racing                | Ligier JS P320     | 30 | Garett Grist        | 2, 5–6, 8, 10–11 | [ 56 ]               |
| Jr III Racing                | Ligier JS P320     | 30 | Ari Balogh          | 2, 5–6, 8        | [ 56 ]               |
| Jr III Racing                | Ligier JS P320     | 30 | Dakota Dickerson    | 2, 5, 11         | [ 56 ]               |
| Jr III Racing                | Ligier JS P320     | 30 | Dylan Murry         | 5                | [ 56 ]               |
| Jr III Racing                | Ligier JS P320     | 30 | Nolan Siegel        | 10               | [ 56 ]               |
| Jr III Racing                | Ligier JS P320     | 30 | Bijoy Garg          | 11               | [ 56 ]               |
| Sean Creech Motorsports      | Ligier JS P320     | 33 | João Barbosa        | 1–2, 5–6, 8, 10  | [ 57 ] [ 58 ] [ 59 ] |
| Sean Creech Motorsports      | Ligier JS P320     | 33 | Lance Willsey       | 1–2, 5–6, 10     | [ 57 ] [ 58 ] [ 59 ] |
| Sean Creech Motorsports      | Ligier JS P320     | 33 | Nico Pino           | 1–2, 5, 8        | [ 57 ] [ 58 ] [ 59 ] |
| Sean Creech Motorsports      | Ligier JS P320     | 33 | Nolan Siegel        | 1                | [ 57 ] [ 58 ] [ 59 ] |
| Andretti Autosport           | Ligier JS P320     | 36 | Jarett Andretti     | 1–2, 5, 11       | [ 7 ]                |
| Andretti Autosport           | Ligier JS P320     | 36 | Gabby Chaves        | 1–2, 5, 11       | [ 7 ]                |
| Andretti Autosport           | Ligier JS P320     | 36 | Glenn van Berlo     | 2, 5, 11         | [ 7 ]                |
| Andretti Autosport           | Ligier JS P320     | 36 | Dakota Dickerson    | 1                | [ 7 ]                |
| Andretti Autosport           | Ligier JS P320     | 36 | Rasmus Lindh        | 1                | [ 7 ]                |
| Performance Tech Motorsports | Ligier JS P320     | 38 | Christopher Allen   | 1–2, 5           | [ 60 ]               |
| Performance Tech Motorsports | Ligier JS P320     | 38 | Connor Bloum        | 1, 5, 10         | [ 60 ]               |
| Performance Tech Motorsports | Ligier JS P320     | 38 | Cameron Shields     | 1, 11            | [ 60 ]               |
| Performance Tech Motorsports | Ligier JS P320     | 38 | John DeAngelis      | 1                | [ 60 ]               |
| Performance Tech Motorsports | Ligier JS P320     | 38 | Robert Mau          | 2                | [ 60 ]               |
| Performance Tech Motorsports | Ligier JS P320     | 38 | Tristan Nunez       | 2                | [ 60 ]               |
| Performance Tech Motorsports | Ligier JS P320     | 38 | Alex Kirby          | 5                | [ 60 ]               |
| Performance Tech Motorsports | Ligier JS P320     | 38 | Alexander Koreiba   | 10               | [ 60 ]               |
| Performance Tech Motorsports | Ligier JS P320     | 38 | Brian Thienes       | 11               |                      |
| Performance Tech Motorsports | Ligier JS P320     | 38 | Jonathan Woolridge  | 11               |                      |
| MRS GT-Racing                | Ligier JS P320     | 43 | Sebastián Álvarez   | 1                | [ 7 ]                |
| MRS GT-Racing                | Ligier JS P320     | 43 | James French        | 1                | [ 7 ]                |
| MRS GT-Racing                | Ligier JS P320     | 43 | Danial Frost        | 1                | [ 7 ]                |
| MRS GT-Racing                | Ligier JS P320     | 43 | Guilherme Oliveira  | 1                | [ 7 ]                |
| MLT Motorsports              | Ligier JS P320     | 54 | Jason Rabe          | 5, 10            |                      |
| MLT Motorsports              | Ligier JS P320     | 54 | Stevan McAleer      | 5                |                      |
| MLT Motorsports              | Ligier JS P320     | 54 | Andrew Pinkerton    | 5                |                      |
| MLT Motorsports              | Ligier JS P320     | 54 | Dakota Dickerson    | 10               |                      |
| Riley                        | Ligier JS P320     | 74 | Gar Robinson        | Wszystkie        | [ 7 ]                |
| Riley                        | Ligier JS P320     | 74 | Felipe Fraga        | 1–2, 5–6, 10–11  | [ 7 ]                |
| Riley                        | Ligier JS P320     | 74 | Josh Burdon         | 1–2, 5, 8, 11    | [ 7 ]                |
| Riley                        | Ligier JS P320     | 74 | Glenn van Berlo     | 1                | [ 7 ]                |
| JDC Miller Motorsports       | Duqueine M30 – D08 | 85 | Till Bechtolsheimer | 1–2, 5, 11       | [ 61 ] [ 7 ]         |
| JDC Miller Motorsports       | Duqueine M30 – D08 | 85 | Dan Goldburg        | 2, 5, 11         | [ 61 ] [ 7 ]         |
| JDC Miller Motorsports       | Duqueine M30 – D08 | 85 | Tijmen van der Helm | 1–2              | [ 61 ] [ 7 ]         |
| JDC Miller Motorsports       | Duqueine M30 – D08 | 85 | Rasmus Lindh        | 5, 11            | [ 61 ] [ 7 ]         |
| JDC Miller Motorsports       | Duqueine M30 – D08 | 85 | Mason Filippi       | 1                | [ 61 ] [ 7 ]         |
| JDC Miller Motorsports       | Duqueine M30 – D08 | 85 | Luca Mars           | 1                | [ 61 ] [ 7 ]         |
| JDC Miller Motorsports       | Duqueine M30 – D08 | 85 | Scott Andrews       | 8                | [ 61 ] [ 7 ]         |
| JDC Miller Motorsports       | Duqueine M30 – D08 | 85 | Gerry Kraut         | 8                | [ 61 ] [ 7 ]         |
| FastMD Racing                | Duqueine M30 – D08 | 87 | Nick Boulle         | 1                | [ 7 ]                |
| FastMD Racing                | Duqueine M30 – D08 | 87 | Yu Kanamaru         | 1                | [ 7 ]                |
| FastMD Racing                | Duqueine M30 – D08 | 87 | Antonio Serravalle  | 1                | [ 7 ]                |
| FastMD Racing                | Duqueine M30 – D08 | 87 | James Vance         | 1                | [ 7 ]                |
| Listy startowe               |                    |    |                     |                  |                      |

### GT Daytona Pro (GTD Pro)
| Zespół                 | Samochód                      | Silnik                           | Nr | Kierowcy              | Rundy      | Źródła               |
| ---------------------- | ----------------------------- | -------------------------------- | -- | --------------------- | ---------- | -------------------- |
| Corvette Racing        | Chevrolet Corvette C8.R       | Chevrolet 5.5 L V8               | 3  | Antonio García        | Wszystkie  | [ 62 ]               |
| Corvette Racing        | Chevrolet Corvette C8.R       | Chevrolet 5.5 L V8               | 3  | Jordan Taylor         | Wszystkie  | [ 62 ]               |
| Corvette Racing        | Chevrolet Corvette C8.R       | Chevrolet 5.5 L V8               | 3  | Tommy Milner          | 1–2, 11    | [ 62 ]               |
| Pfaff Motorsports      | Porsche 911 GT3 R (992)       | Porsche 4.2 L Flat-6             | 9  | Klaus Bachler         | Wszystkie  | [ 63 ]               |
| Pfaff Motorsports      | Porsche 911 GT3 R (992)       | Porsche 4.2 L Flat-6             | 9  | Patrick Pilet         | Wszystkie  | [ 63 ]               |
| Pfaff Motorsports      | Porsche 911 GT3 R (992)       | Porsche 4.2 L Flat-6             | 9  | Laurens Vanthoor      | 1–2        | [ 63 ]               |
| Pfaff Motorsports      | Porsche 911 GT3 R (992)       | Porsche 4.2 L Flat-6             | 9  | Kévin Estre           | 11         | [ 63 ]               |
| Vasser Sullivan Racing | Lexus RC F GT3                | Toyota 2UR 5.0 L V8              | 14 | Ben Barnicoat         | Wszystkie  | [ 64 ] [ 65 ] [ 66 ] |
| Vasser Sullivan Racing | Lexus RC F GT3                | Toyota 2UR 5.0 L V8              | 14 | Jack Hawksworth       | Wszystkie  | [ 64 ] [ 65 ] [ 66 ] |
| Vasser Sullivan Racing | Lexus RC F GT3                | Toyota 2UR 5.0 L V8              | 14 | Kyle Kirkwood         | 2, 11      | [ 64 ] [ 65 ] [ 66 ] |
| Vasser Sullivan Racing | Lexus RC F GT3                | Toyota 2UR 5.0 L V8              | 14 | Mike Conway           | 1          | [ 64 ] [ 65 ] [ 66 ] |
| Heart of Racing Team   | Aston Martin Vantage AMR GT3  | Aston Martin 4.0 L Turbo V8      | 23 | Ross Gunn             | Wszystkie  | [ 67 ]               |
| Heart of Racing Team   | Aston Martin Vantage AMR GT3  | Aston Martin 4.0 L Turbo V8      | 23 | Alex Riberas          | Wszystkie  | [ 67 ]               |
| Heart of Racing Team   | Aston Martin Vantage AMR GT3  | Aston Martin 4.0 L Turbo V8      | 23 | David Pittard         | 1–2, 11    | [ 67 ]               |
| MDK Motorsports        | Porsche 911 GT3 R (992)       | Porsche 4.2 L Flat-6             | 53 | Trenton Estep         | 1          | [ 68 ] [ 69 ]        |
| MDK Motorsports        | Porsche 911 GT3 R (992)       | Porsche 4.2 L Flat-6             | 53 | Mark Kvamme           | 1          | [ 68 ] [ 69 ]        |
| MDK Motorsports        | Porsche 911 GT3 R (992)       | Porsche 4.2 L Flat-6             | 53 | Jason Hart            | 1          | [ 68 ] [ 69 ]        |
| MDK Motorsports        | Porsche 911 GT3 R (992)       | Porsche 4.2 L Flat-6             | 53 | Jan Magnussen         | 1          | [ 68 ] [ 69 ]        |
| AF Corse               | Ferrari 296 GT3               | Ferrari 3.0 L Twin-Turbo V6      | 61 | Simon Mann            | 5, 11      |                      |
| AF Corse               | Ferrari 296 GT3               | Ferrari 3.0 L Twin-Turbo V6      | 61 | Miguel Molina         | 5, 11      |                      |
| AF Corse               | Ferrari 296 GT3               | Ferrari 3.0 L Twin-Turbo V6      | 61 | Ulysse de Pauw        | 5          |                      |
| AF Corse               | Ferrari 296 GT3               | Ferrari 3.0 L Twin-Turbo V6      | 61 | James Calado          | 11         |                      |
| Risi Competizione      | Ferrari 296 GT3               | Ferrari 3.0 L Twin-Turbo V6      | 62 | Davide Rigon          | 1–2, 5, 11 | [ 70 ] [ 71 ]        |
| Risi Competizione      | Ferrari 296 GT3               | Ferrari 3.0 L Twin-Turbo V6      | 62 | Daniel Serra          | 1–2, 5, 11 | [ 70 ] [ 71 ]        |
| Risi Competizione      | Ferrari 296 GT3               | Ferrari 3.0 L Twin-Turbo V6      | 62 | Alessandro Pier Guidi | 1, 11      | [ 70 ] [ 71 ]        |
| Risi Competizione      | Ferrari 296 GT3               | Ferrari 3.0 L Twin-Turbo V6      | 62 | James Calado          | 1          | [ 70 ] [ 71 ]        |
| Risi Competizione      | Ferrari 296 GT3               | Ferrari 3.0 L Twin-Turbo V6      | 62 | Gabriel Casagrande    | 2          | [ 70 ] [ 71 ]        |
| Iron Lynx              | Lamborghini Huracán GT3 Evo 2 | Lamborghini 5.2 L V10            | 63 | Jordan Pepper         | 1–2, 5, 11 | [ 72 ] [ 73 ] [ 74 ] |
| Iron Lynx              | Lamborghini Huracán GT3 Evo 2 | Lamborghini 5.2 L V10            | 63 | Romain Grosjean       | 1–2        | [ 72 ] [ 73 ] [ 74 ] |
| Iron Lynx              | Lamborghini Huracán GT3 Evo 2 | Lamborghini 5.2 L V10            | 63 | Andrea Caldarelli     | 1, 5       | [ 72 ] [ 73 ] [ 74 ] |
| Iron Lynx              | Lamborghini Huracán GT3 Evo 2 | Lamborghini 5.2 L V10            | 63 | Mirko Bortolotti      | 1, 11      | [ 72 ] [ 73 ] [ 74 ] |
| Iron Lynx              | Lamborghini Huracán GT3 Evo 2 | Lamborghini 5.2 L V10            | 63 | Franck Perrera        | 2, 11      | [ 72 ] [ 73 ] [ 74 ] |
| TGM/TF Sport           | Aston Martin Vantage AMR GT3  | Aston Martin 4.0 L Turbo V8      | 64 | Ted Giovanis          | 1          | [ 75 ]               |
| TGM/TF Sport           | Aston Martin Vantage AMR GT3  | Aston Martin 4.0 L Turbo V8      | 64 | Hugh Plumb            | 1          | [ 75 ]               |
| TGM/TF Sport           | Aston Martin Vantage AMR GT3  | Aston Martin 4.0 L Turbo V8      | 64 | Matt Plumb            | 1          | [ 75 ]               |
| TGM/TF Sport           | Aston Martin Vantage AMR GT3  | Aston Martin 4.0 L Turbo V8      | 64 | Owen Trinkler         | 1          | [ 75 ]               |
| WeatherTech Racing     | Mercedes-AMG GT3 Evo          | Mercedes-AMG M159 6.2 L V8       | 79 | Jules Gounon          | Wszystkie  | [ 76 ]               |
| WeatherTech Racing     | Mercedes-AMG GT3 Evo          | Mercedes-AMG M159 6.2 L V8       | 79 | Daniel Juncadella     | Wszystkie  | [ 76 ]               |
| WeatherTech Racing     | Mercedes-AMG GT3 Evo          | Mercedes-AMG M159 6.2 L V8       | 79 | Maro Engel            | 1–2, 11    | [ 76 ]               |
| WeatherTech Racing     | Mercedes-AMG GT3 Evo          | Mercedes-AMG M159 6.2 L V8       | 79 | Cooper MacNeil        | 1          | [ 76 ]               |
| Turner Motorsport      | BMW M4 GT3                    | BMW S58B30T0 3.0 L Twin-Turbo I6 | 95 | Bill Auberlen         | 1–2, 5     | [ 77 ] [ 78 ]        |
| Turner Motorsport      | BMW M4 GT3                    | BMW S58B30T0 3.0 L Twin-Turbo I6 | 95 | John Edwards          | 1–2, 5     | [ 77 ] [ 78 ]        |
| Turner Motorsport      | BMW M4 GT3                    | BMW S58B30T0 3.0 L Twin-Turbo I6 | 95 | Chandler Hull         | 1–2, 5     | [ 77 ] [ 78 ]        |
| Turner Motorsport      | BMW M4 GT3                    | BMW S58B30T0 3.0 L Twin-Turbo I6 | 95 | Bruno Spengler        | 1          | [ 77 ] [ 78 ]        |
| Listy startowe         |                               |                                  |    |                       |            |                      |

### GT Daytona (GTD)
| Zespół                                                           | Samochód                      | Silnik                           | Nr  | Kierowcy              | Rundy            | Źródła                      |
| ---------------------------------------------------------------- | ----------------------------- | -------------------------------- | --- | --------------------- | ---------------- | --------------------------- |
| Paul Miller Racing                                               | BMW M4 GT3                    | BMW S58B30T0 3.0 L Twin-Turbo I6 | 1   | Bryan Sellers         | Wszystkie        | [ 81 ] [ 82 ]               |
| Paul Miller Racing                                               | BMW M4 GT3                    | BMW S58B30T0 3.0 L Twin-Turbo I6 | 1   | Madison Snow          | Wszystkie        | [ 81 ] [ 82 ]               |
| Paul Miller Racing                                               | BMW M4 GT3                    | BMW S58B30T0 3.0 L Twin-Turbo I6 | 1   | Corey Lewis           | 1–2, 5, 11       | [ 81 ] [ 82 ]               |
| Paul Miller Racing                                               | BMW M4 GT3                    | BMW S58B30T0 3.0 L Twin-Turbo I6 | 1   | Maxime Martin         | 1                | [ 81 ] [ 82 ]               |
| Vasser Sullivan Racing                                           | Lexus RC F GT3                | Toyota 2UR 5.0 L V8              | 12  | Frankie Montecalvo    | Wszystkie        | [ 64 ] [ 83 ] [ 84 ] [ 85 ] |
| Vasser Sullivan Racing                                           | Lexus RC F GT3                | Toyota 2UR 5.0 L V8              | 12  | Aaron Telitz          | Wszystkie        | [ 64 ] [ 83 ] [ 84 ] [ 85 ] |
| Vasser Sullivan Racing                                           | Lexus RC F GT3                | Toyota 2UR 5.0 L V8              | 12  | Parker Thompson       | 1–2, 5, 11       | [ 64 ] [ 83 ] [ 84 ] [ 85 ] |
| Vasser Sullivan Racing                                           | Lexus RC F GT3                | Toyota 2UR 5.0 L V8              | 12  | Kyle Kirkwood         | 1                | [ 64 ] [ 83 ] [ 84 ] [ 85 ] |
| Lone Star Racing                                                 | Mercedes-AMG GT3 Evo          | Mercedes-AMG M159 6.2 L V8       | 15  | Scott Andrews         | 10               |                             |
| Lone Star Racing                                                 | Mercedes-AMG GT3 Evo          | Mercedes-AMG M159 6.2 L V8       | 15  | Anton Dias Perera     | 10               |                             |
| Wright Motorsports                                               | Porsche 911 GT3 R (992)       | Porsche 4.2 L Flat-6             | 16  | Ryan Hardwick         | 1–2, 5, 11       | [ 86 ] [ 87 ]               |
| Wright Motorsports                                               | Porsche 911 GT3 R (992)       | Porsche 4.2 L Flat-6             | 16  | Jan Heylen            | 1–2, 5, 11       | [ 86 ] [ 87 ]               |
| Wright Motorsports                                               | Porsche 911 GT3 R (992)       | Porsche 4.2 L Flat-6             | 16  | Zacharie Robichon     | 1–2, 5, 11       | [ 86 ] [ 87 ]               |
| Wright Motorsports                                               | Porsche 911 GT3 R (992)       | Porsche 4.2 L Flat-6             | 16  | Dennis Olsen          | 1                | [ 86 ] [ 87 ]               |
| Wright Motorsports                                               | Porsche 911 GT3 R (992)       | Porsche 4.2 L Flat-6             | 77  | Alan Brynjolfsson     | Wszystkie        | [ 88 ] [ 89 ]               |
| Wright Motorsports                                               | Porsche 911 GT3 R (992)       | Porsche 4.2 L Flat-6             | 77  | Trent Hindman         | Wszystkie        | [ 88 ] [ 89 ]               |
| Wright Motorsports                                               | Porsche 911 GT3 R (992)       | Porsche 4.2 L Flat-6             | 77  | Maxwell Root          | 1–2, 5, 11       | [ 88 ] [ 89 ]               |
| Wright Motorsports                                               | Porsche 911 GT3 R (992)       | Porsche 4.2 L Flat-6             | 77  | Kévin Estre           | 1                | [ 88 ] [ 89 ]               |
| Iron Lynx                                                        | Lamborghini Huracán GT3 Evo 2 | Lamborghini 5.2 L V10            | 19  | Raffaele Giammaria    | 1                | [ 72 ] [ 74 ]               |
| Iron Lynx                                                        | Lamborghini Huracán GT3 Evo 2 | Lamborghini 5.2 L V10            | 19  | Rolf Ineichen         | 1                | [ 72 ] [ 74 ]               |
| Iron Lynx                                                        | Lamborghini Huracán GT3 Evo 2 | Lamborghini 5.2 L V10            | 19  | Franck Perera         | 1                | [ 72 ] [ 74 ]               |
| Iron Lynx                                                        | Lamborghini Huracán GT3 Evo 2 | Lamborghini 5.2 L V10            | 19  | Claudio Schiavoni     | 1                | [ 72 ] [ 74 ]               |
| Iron Dames                                                       | Lamborghini Huracán GT3 Evo 2 | Lamborghini 5.2 L V10            | 83  | Rahel Frey            | 1–2, 5, 11       | [ 72 ] [ 74 ]               |
| Iron Dames                                                       | Lamborghini Huracán GT3 Evo 2 | Lamborghini 5.2 L V10            | 83  | Michelle Gatting      | 1–2, 5, 11       | [ 72 ] [ 74 ]               |
| Iron Dames                                                       | Lamborghini Huracán GT3 Evo 2 | Lamborghini 5.2 L V10            | 83  | Doriane Pin           | 1, 5, 11         | [ 72 ] [ 74 ]               |
| Iron Dames                                                       | Lamborghini Huracán GT3 Evo 2 | Lamborghini 5.2 L V10            | 83  | Sarah Bovy            | 1–2              | [ 72 ] [ 74 ]               |
| AF Corse                                                         | Ferrari 296 GT3               | Ferrari 3.0 L Twin-Turbo V6      | 21  | Francesco Castellacci | 1–2              | [ 90 ]                      |
| AF Corse                                                         | Ferrari 296 GT3               | Ferrari 3.0 L Twin-Turbo V6      | 21  | Simon Mann            | 1–2              | [ 90 ]                      |
| AF Corse                                                         | Ferrari 296 GT3               | Ferrari 3.0 L Twin-Turbo V6      | 21  | Miguel Molina         | 1–2              | [ 90 ]                      |
| AF Corse                                                         | Ferrari 296 GT3               | Ferrari 3.0 L Twin-Turbo V6      | 21  | Luis Pérez Companc    | 1                | [ 90 ]                      |
| Triarsi Competizione                                             | Ferrari 296 GT3               | Ferrari 3.0 L Twin-Turbo V6      | 023 | Alessio Rovera        | 1–2, 5, 11       | [ 91 ]                      |
| Triarsi Competizione                                             | Ferrari 296 GT3               | Ferrari 3.0 L Twin-Turbo V6      | 023 | Charlie Scardina      | 1–2, 5, 11       | [ 91 ]                      |
| Triarsi Competizione                                             | Ferrari 296 GT3               | Ferrari 3.0 L Twin-Turbo V6      | 023 | Onofrio Triarsi       | 1–2, 5, 11       | [ 91 ]                      |
| Triarsi Competizione                                             | Ferrari 296 GT3               | Ferrari 3.0 L Twin-Turbo V6      | 023 | Andrea Bertolini      | 1                | [ 91 ]                      |
| Heart of Racing Team                                             | Aston Martin Vantage AMR GT3  | Aston Martin 4.0 L Turbo V8      | 27  | Roman De Angelis      | Wszystkie        | [ 67 ]                      |
| Heart of Racing Team                                             | Aston Martin Vantage AMR GT3  | Aston Martin 4.0 L Turbo V8      | 27  | Marco Sørensen        | Wszystkie        | [ 67 ]                      |
| Heart of Racing Team                                             | Aston Martin Vantage AMR GT3  | Aston Martin 4.0 L Turbo V8      | 27  | Ian James             | 1–2, 5, 11       | [ 67 ]                      |
| Heart of Racing Team                                             | Aston Martin Vantage AMR GT3  | Aston Martin 4.0 L Turbo V8      | 27  | Darren Turner         | 1                | [ 67 ]                      |
| Team Korthoff Motorsports 1–9 Korthoff Preston Motorsports 10–11 | Mercedes-AMG GT3 Evo          | Mercedes-AMG M159 6.2 L V8       | 32  | Mikaël Grenier        | Wszystkie        | [ 92 ]                      |
| Team Korthoff Motorsports 1–9 Korthoff Preston Motorsports 10–11 | Mercedes-AMG GT3 Evo          | Mercedes-AMG M159 6.2 L V8       | 32  | Mike Skeen            | Wszystkie        | [ 92 ]                      |
| Team Korthoff Motorsports 1–9 Korthoff Preston Motorsports 10–11 | Mercedes-AMG GT3 Evo          | Mercedes-AMG M159 6.2 L V8       | 32  | Kenton Koch           | 1–2, 5, 11       | [ 92 ]                      |
| Team Korthoff Motorsports 1–9 Korthoff Preston Motorsports 10–11 | Mercedes-AMG GT3 Evo          | Mercedes-AMG M159 6.2 L V8       | 32  | Maximilian Götz       | 1                | [ 92 ]                      |
| NTE Sport                                                        | Lamborghini Huracán GT3 Evo 2 | Lamborghini 5.2 L V10            | 42  | Jaden Conwright       | 1, 5             | [ 93 ] [ 94 ]               |
| NTE Sport                                                        | Lamborghini Huracán GT3 Evo 2 | Lamborghini 5.2 L V10            | 42  | Alessio Deledda       | 1                | [ 93 ] [ 94 ]               |
| NTE Sport                                                        | Lamborghini Huracán GT3 Evo 2 | Lamborghini 5.2 L V10            | 42  | Kerong Li             | 1                | [ 93 ] [ 94 ]               |
| NTE Sport                                                        | Lamborghini Huracán GT3 Evo 2 | Lamborghini 5.2 L V10            | 42  | Robert Megennis       | 1                | [ 93 ] [ 94 ]               |
| NTE Sport                                                        | Lamborghini Huracán GT3 Evo 2 | Lamborghini 5.2 L V10            | 42  | Luke Berkeley         | 5                | [ 93 ] [ 94 ]               |
| NTE Sport                                                        | Lamborghini Huracán GT3 Evo 2 | Lamborghini 5.2 L V10            | 42  | Rob Ferriol           | 5                | [ 93 ] [ 94 ]               |
| Magnus Racing                                                    | Aston Martin Vantage AMR GT3  | Aston Martin 4.0 L Turbo V8      | 44  | Andy Lally            | 1–2, 4–5, 11     | [ 95 ] [ 96 ]               |
| Magnus Racing                                                    | Aston Martin Vantage AMR GT3  | Aston Martin 4.0 L Turbo V8      | 44  | John Potter           | 1–2, 4–5, 11     | [ 95 ] [ 96 ]               |
| Magnus Racing                                                    | Aston Martin Vantage AMR GT3  | Aston Martin 4.0 L Turbo V8      | 44  | Spencer Pumpelly      | 1–2, 5, 11       | [ 95 ] [ 96 ]               |
| Magnus Racing                                                    | Aston Martin Vantage AMR GT3  | Aston Martin 4.0 L Turbo V8      | 44  | Nicki Thiim           | 1                | [ 95 ] [ 96 ]               |
| Cetilar Racing                                                   | Ferrari 296 GT3               | Ferrari 3.0 L Twin-Turbo V6      | 47  | Antonio Fuoco         | 1–2, 5, 11       | [ 97 ] [ 98 ]               |
| Cetilar Racing                                                   | Ferrari 296 GT3               | Ferrari 3.0 L Twin-Turbo V6      | 47  | Roberto Lacorte       | 1–2, 5, 11       | [ 97 ] [ 98 ]               |
| Cetilar Racing                                                   | Ferrari 296 GT3               | Ferrari 3.0 L Twin-Turbo V6      | 47  | Giorgio Sernagiotto   | 1–2, 5, 11       | [ 97 ] [ 98 ]               |
| Cetilar Racing                                                   | Ferrari 296 GT3               | Ferrari 3.0 L Twin-Turbo V6      | 47  | Alessandro Balzan     | 1                | [ 97 ] [ 98 ]               |
| Winward Racing                                                   | Mercedes-AMG GT3 Evo          | Mercedes-AMG M159 6.2 L V8       | 57  | Russell Ward          | Wszystkie        | [ 99 ] [ 100 ]              |
| Winward Racing                                                   | Mercedes-AMG GT3 Evo          | Mercedes-AMG M159 6.2 L V8       | 57  | Philip Ellis          | 1–4, 6–11        | [ 99 ] [ 100 ]              |
| Winward Racing                                                   | Mercedes-AMG GT3 Evo          | Mercedes-AMG M159 6.2 L V8       | 57  | Indy Dontje           | 1–2, 5, 11       | [ 99 ] [ 100 ]              |
| Winward Racing                                                   | Mercedes-AMG GT3 Evo          | Mercedes-AMG M159 6.2 L V8       | 57  | Daniel Morad          | 1                | [ 99 ] [ 100 ]              |
| Winward Racing                                                   | Mercedes-AMG GT3 Evo          | Mercedes-AMG M159 6.2 L V8       | 57  | Raffaele Marciello    | 5                | [ 99 ] [ 100 ]              |
| Gradient Racing                                                  | Acura NSX GT3 Evo 22          | Acura 3.5 L Turbo V6             | 66  | Katherine Legge       | Wszystkie        | [ 101 ]                     |
| Gradient Racing                                                  | Acura NSX GT3 Evo 22          | Acura 3.5 L Turbo V6             | 66  | Sheena Monk           | Wszystkie        | [ 101 ]                     |
| Gradient Racing                                                  | Acura NSX GT3 Evo 22          | Acura 3.5 L Turbo V6             | 66  | Marc Miller           | 1–2, 5, 11       | [ 101 ]                     |
| Gradient Racing                                                  | Acura NSX GT3 Evo 22          | Acura 3.5 L Turbo V6             | 66  | Mario Farnbacher      | 1                | [ 101 ]                     |
| Inception Racing                                                 | McLaren 720S GT3              | McLaren M840T 4.0L Turbo V8      | 70  | Brendan Iribe         | Wszystkie        | [ 102 ]                     |
| Inception Racing                                                 | McLaren 720S GT3              | McLaren M840T 4.0L Turbo V8      | 70  | Frederik Schandorff   | Wszystkie        | [ 102 ]                     |
| Inception Racing                                                 | McLaren 720S GT3              | McLaren M840T 4.0L Turbo V8      | 70  | Ollie Millroy         | 1–2, 5, 11       | [ 102 ]                     |
| Inception Racing                                                 | McLaren 720S GT3              | McLaren M840T 4.0L Turbo V8      | 70  | Marvin Kirchhöfer     | 1                | [ 102 ]                     |
| Sun Energy 1                                                     | Mercedes-AMG GT3 Evo          | Mercedes-AMG M159 6.2 L V8       | 75  | Kenny Habul           | 1                | [ 103 ] [ 104 ]             |
| Sun Energy 1                                                     | Mercedes-AMG GT3 Evo          | Mercedes-AMG M159 6.2 L V8       | 75  | Axcil Jefferies       | 1                | [ 103 ] [ 104 ]             |
| Sun Energy 1                                                     | Mercedes-AMG GT3 Evo          | Mercedes-AMG M159 6.2 L V8       | 75  | Fabian Schiller       | 1                | [ 103 ] [ 104 ]             |
| Sun Energy 1                                                     | Mercedes-AMG GT3 Evo          | Mercedes-AMG M159 6.2 L V8       | 75  | Luca Stolz            | 1                | [ 103 ] [ 104 ]             |
| Forte Racing Powered by USRT                                     | Lamborghini Huracán GT3 Evo 2 | Lamborghini 5.2 L V10            | 78  | Misha Goikhberg       | Wszystkie        | [ 7 ]                       |
| Forte Racing Powered by USRT                                     | Lamborghini Huracán GT3 Evo 2 | Lamborghini 5.2 L V10            | 78  | Loris Spinelli        | Wszystkie        | [ 7 ]                       |
| Forte Racing Powered by USRT                                     | Lamborghini Huracán GT3 Evo 2 | Lamborghini 5.2 L V10            | 78  | Benjamin Hites        | 1–2              | [ 7 ]                       |
| Forte Racing Powered by USRT                                     | Lamborghini Huracán GT3 Evo 2 | Lamborghini 5.2 L V10            | 78  | Patrick Liddy         | 5, 11            | [ 7 ]                       |
| Forte Racing Powered by USRT                                     | Lamborghini Huracán GT3 Evo 2 | Lamborghini 5.2 L V10            | 78  | Marco Mapelli         | 1                | [ 7 ]                       |
| AO Racing Team                                                   | Porsche 911 GT3 R (992)       | Porsche 4.2 L Flat-6             | 80  | Sebastian Priaulx     | Wszystkie        | [ 105 ] [ 106 ]             |
| AO Racing Team                                                   | Porsche 911 GT3 R (992)       | Porsche 4.2 L Flat-6             | 80  | P.J. Hyett            | 1–3, 5–11        | [ 105 ] [ 106 ]             |
| AO Racing Team                                                   | Porsche 911 GT3 R (992)       | Porsche 4.2 L Flat-6             | 80  | Gunnar Jeannette      | 1–2, 4–5, 11     | [ 105 ] [ 106 ]             |
| AO Racing Team                                                   | Porsche 911 GT3 R (992)       | Porsche 4.2 L Flat-6             | 80  | Harry Tincknell       | 1                | [ 105 ] [ 106 ]             |
| KellyMoss with Riley                                             | Porsche 911 GT3 R (992)       | Porsche 4.2 L Flat-6             | 91  | Kay van Berlo         | 1–10             | [ 107 ]                     |
| KellyMoss with Riley                                             | Porsche 911 GT3 R (992)       | Porsche 4.2 L Flat-6             | 91  | Alan Metni            | 1–10             | [ 107 ]                     |
| KellyMoss with Riley                                             | Porsche 911 GT3 R (992)       | Porsche 4.2 L Flat-6             | 91  | Jaxon Evans           | 1–2, 5           | [ 107 ]                     |
| KellyMoss with Riley                                             | Porsche 911 GT3 R (992)       | Porsche 4.2 L Flat-6             | 91  | Julien Andlauer       | 1                | [ 107 ]                     |
| KellyMoss with Riley                                             | Porsche 911 GT3 R (992)       | Porsche 4.2 L Flat-6             | 92  | Alec Udell            | Wszystkie        | [ 108 ]                     |
| KellyMoss with Riley                                             | Porsche 911 GT3 R (992)       | Porsche 4.2 L Flat-6             | 92  | David Brule           | 1–2, 5–6, 8–11   | [ 108 ]                     |
| KellyMoss with Riley                                             | Porsche 911 GT3 R (992)       | Porsche 4.2 L Flat-6             | 92  | Julien Andlauer       | 2, 4–5, 7, 11    | [ 108 ]                     |
| KellyMoss with Riley                                             | Porsche 911 GT3 R (992)       | Porsche 4.2 L Flat-6             | 92  | Jeroen Bleekemolen    | 1, 3             | [ 108 ]                     |
| KellyMoss with Riley                                             | Porsche 911 GT3 R (992)       | Porsche 4.2 L Flat-6             | 92  | Andrew Davis          | 1                | [ 108 ]                     |
| Racers Edge Motorsports with WTR                                 | Acura NSX GT3 Evo 22          | Acura 3.5 L Turbo V6             | 93  | Ashton Harrison       | 1–3, 5, 8, 10–11 | [ 109 ]                     |
| Racers Edge Motorsports with WTR                                 | Acura NSX GT3 Evo 22          | Acura 3.5 L Turbo V6             | 93  | Kyle Marcelli         | 1–2, 5, 10–11    | [ 109 ]                     |
| Racers Edge Motorsports with WTR                                 | Acura NSX GT3 Evo 22          | Acura 3.5 L Turbo V6             | 93  | Daniel Formal         | 1–2, 5, 11       | [ 109 ]                     |
| Racers Edge Motorsports with WTR                                 | Acura NSX GT3 Evo 22          | Acura 3.5 L Turbo V6             | 93  | Mario Farnbacher      | 3, 8             | [ 109 ]                     |
| Racers Edge Motorsports with WTR                                 | Acura NSX GT3 Evo 22          | Acura 3.5 L Turbo V6             | 93  | Ryan Briscoe          | 1                | [ 109 ]                     |
| Andretti Autosport                                               | Aston Martin Vantage AMR GT3  | Aston Martin 4.0 L Turbo V8      | 94  | Jarett Andretti       | 4, 7, 9–10       | [ 110 ]                     |
| Andretti Autosport                                               | Aston Martin Vantage AMR GT3  | Aston Martin 4.0 L Turbo V8      | 94  | Gabby Chaves          | 4, 7, 9–10       | [ 110 ]                     |
| Turner Motorsport                                                | BMW M4 GT3                    | BMW S58B30T0 3.0 L Twin-Turbo I6 | 96  | Robby Foley           | Wszystkie        | [ 111 ] [ 78 ]              |
| Turner Motorsport                                                | BMW M4 GT3                    | BMW S58B30T0 3.0 L Twin-Turbo I6 | 96  | Patrick Gallagher     | Wszystkie        | [ 111 ] [ 78 ]              |
| Turner Motorsport                                                | BMW M4 GT3                    | BMW S58B30T0 3.0 L Twin-Turbo I6 | 96  | Michael Dinan         | 1–2, 5, 11       | [ 111 ] [ 78 ]              |
| Turner Motorsport                                                | BMW M4 GT3                    | BMW S58B30T0 3.0 L Twin-Turbo I6 | 96  | Jens Klingmann        | 1                | [ 111 ] [ 78 ]              |
| Turner Motorsport                                                | BMW M4 GT3                    | BMW S58B30T0 3.0 L Twin-Turbo I6 | 97  | Bill Auberlen         | 3–4, 6–11        | [ 111 ] [ 78 ]              |
| Turner Motorsport                                                | BMW M4 GT3                    | BMW S58B30T0 3.0 L Twin-Turbo I6 | 97  | Chandler Hull         | 3–4, 6–11        | [ 111 ] [ 78 ]              |
| Turner Motorsport                                                | BMW M4 GT3                    | BMW S58B30T0 3.0 L Twin-Turbo I6 | 97  | Thomas Merrill        | 11               | [ 111 ] [ 78 ]              |
| Listy startowe                                                   |                               |                                  |     |                       |                  |                             |

## Wyniki
Pogrubienie oznacza zwycięzców wyścigu bez podziału na kategorie.
| Runda | Tor          | Zwycięzcy GTP                                              | Zwycięzcy LMP2                                           | Zwycięzcy LMP3                                             | Zwycięzcy GTD Pro                                        | Zwycięzcy GTD                                           | Wyniki              |
| ----- | ------------ | ---------------------------------------------------------- | -------------------------------------------------------- | ---------------------------------------------------------- | -------------------------------------------------------- | ------------------------------------------------------- | ------------------- |
| 1     | Daytona      | #60 Meyer Shank Racing w/ Curb Agajanian                   | #55 Proton Competition                                   | #17 AWA                                                    | #79 WeatherTech Racing                                   | #27 Heart of Racing Team                                | Wyniki szczegółowe  |
| 1     | Daytona      | Tom Blomqvist Colin Braun Hélio Castroneves Simon Pagenaud | Fred Poordad Francesco Pizzi James Allen Gianmaria Bruni | Anthony Mantella Wayne Boyd Nicolás Varrone Thomas Merrill | Cooper MacNeil Daniel Juncadella Jules Gounon Maro Engel | Roman De Angelis Marco Sørensen Ian James Darren Turner | Wyniki szczegółowe  |
| 2     | Sebring      | #31 Whelen Engineering Racing Cadillac                     | #8 Tower Motorsports                                     | #74 Riley                                                  | #9 Pfaff Motorsports                                     | #1 Paul Miller Racing                                   | Wyniki szczegółowe  |
| 2     | Sebring      | Pipo Derani Alexander Sims Jack Aitken                     | John Farano Scott McLaughlin Kyffin Simpson              | Gar Robinson Felipe Fraga Josh Burdon                      | Klaus Bachler Patrick Pilet Laurens Vanthoor             | Bryan Sellers Madison Snow Corey Lewis                  | Wyniki szczegółowe  |
| 3     | Long Beach   | #6 Porsche Penske Motorsport                               | –                                                        | –                                                          | #14 Vasser Sullivan Racing                               | #1 Paul Miller Racing                                   | Kwalifikacje Wyścig |
| 3     | Long Beach   | Mathieu Jaminet Nick Tandy                                 | –                                                        | –                                                          | Ben Barnicoat Jack Hawksworth                            | Bryan Sellers Madison Snow                              | Kwalifikacje Wyścig |
| 4     | Laguna Seca  | #01 Cadillac Racing                                        | #11 TDS Racing                                           | –                                                          | #79 WeatherTech Racing                                   | #91 KellyMoss with Riley                                | Kwalifikacje Wyścig |
| 4     | Laguna Seca  | Sébastien Bourdais Renger van der Zande                    | Mikkel Jensen Steven Thomas                              | –                                                          | Jules Gounon Daniel Juncadella                           | Kay van Berlo Alan Metni                                | Kwalifikacje Wyścig |
| 5     | Watkins Glen | #25 BMW M Team RLL                                         | #04 Crowdstrike Racing by APR                            | #74 Riley                                                  | #14 Vasser Sullivan                                      | #12 Vasser Sullivan                                     | Wyniki szczegółowe  |
| 5     | Watkins Glen | Connor De Phillippi Nick Yelloly                           | George Kurtz Ben Hanley Nolan Siegel                     | Gar Robinson Felipe Fraga Josh Burdon                      | Jack Hawksworth Ben Barnicoat                            | Frankie Montecalvo Aaron Telitz Parker Thompson         | Wyniki szczegółowe  |
| 6     | CTMP         | #60 Meyer Shank Racing w/ Curb Agajanian                   | –                                                        | #74 Riley                                                  | #3 Corvette Racing                                       | #1 Paul Miller Racing                                   | Kwalifikacje Wyścig |
| 6     | CTMP         | Tom Blomqvist Colin Braun                                  | –                                                        | Gar Robinson Felipe Fraga                                  | Antonio García Jordan Taylor                             | Bryan Sellers Madison Snow                              | Kwalifikacje Wyścig |
| 7     | Lime Rock    | –                                                          | –                                                        | –                                                          | #23 Heart of Racing Team                                 | #27 Heart of Racing Team                                | Kwalifikacje Wyścig |
| 7     | Lime Rock    | –                                                          | –                                                        | –                                                          | Ross Gunn Alex Riberas                                   | Roman De Angelis Marco Sørensen                         | Kwalifikacje Wyścig |
| 8     | Road America | #7 Porsche Penske Motorsport                               | #52 PR1 Mathiasen Motorsports                            | #74 Riley                                                  | #23 Heart of Racing Team                                 | #1 Paul Miller Racing                                   | Kwalifikacje Wyścig |
| 8     | Road America | Matt Campbell Felipe Nasr                                  | Paul-Loup Chatin Ben Keating                             | Josh Burdon Gar Robinson                                   | Ross Gunn Alex Riberas                                   | Bryan Sellers Madison Snow                              | Kwalifikacje Wyścig |
| 9     | VIR          | –                                                          | –                                                        | –                                                          | #3 Corvette Racing                                       | #1 Paul Miller Racing                                   | Kwalifikacje Wyścig |
| 9     | VIR          | –                                                          | –                                                        | –                                                          | Antonio García Jordan Taylor                             | Bryan Sellers Madison Snow                              | Kwalifikacje Wyścig |
| 10    | Indianapolis | #6 Porsche Penske Motorsport                               | #11 TDS Racing                                           | #17 AWA                                                    | #79 WeatherTech Racing                                   | #57 Winward Racing                                      | Kwalifikacje Wyścig |
| 10    | Indianapolis | Mathieu Jaminet Nick Tandy                                 | Mikkel Jensen Steven Thomas                              | Anthony Mantella Wayne Boyd                                | Jules Gounon Daniel Juncadella                           | Russell Ward Philip Ellis                               | Kwalifikacje Wyścig |
| 11    | Road Atlanta | #60 Meyer Shank Racing w/ Curb Agajanian                   | #04 Crowdstrike Racing by APR                            | #30 Jr III Racing                                          | #79 WeatherTech Racing                                   | #78 Forte Racing Powered by USRT                        | Wyniki szczegółowe  |
| 11    | Road Atlanta | Tom Blomqvist Colin Braun Hélio Castroneves                | George Kurtz Ben Hanley Nolan Siegel                     | Dakota Dickerson Bijoy Garg Garett Grist                   | Daniel Juncadella Jules Gounon Maro Engel                | Misha Goikhberg Loris Spinelli Patrick Liddy            | Wyniki szczegółowe  |

## Klasyfikacje
| Pozycja      | 1   | 2   | 3   | 4   | 5   | 6   | 7   | 8   | 9   | 10  | 11  | 12  | 13  | 14  | 15  | 16  | 17  | 18  | 19  | 20  | 21  | 22 | 23 | 24 | 25 | 26 | 27 | 28 | 29 | 30+ |
| ------------ | --- | --- | --- | --- | --- | --- | --- | --- | --- | --- | --- | --- | --- | --- | --- | --- | --- | --- | --- | --- | --- | -- | -- | -- | -- | -- | -- | -- | -- | --- |
| Kwalifikacje | 35  | 32  | 30  | 28  | 26  | 25  | 24  | 23  | 22  | 21  | 20  | 19  | 18  | 17  | 16  | 15  | 14  | 13  | 12  | 11  | 10  | 9  | 8  | 7  | 6  | 5  | 4  | 3  | 2  | 1   |
| Wyścig       | 350 | 320 | 300 | 280 | 260 | 250 | 240 | 230 | 220 | 210 | 200 | 190 | 180 | 170 | 160 | 150 | 140 | 130 | 120 | 110 | 100 | 90 | 80 | 70 | 60 | 50 | 40 | 30 | 20 | 10  |

| Pozycja | 1 | 2 | 3 | P |
| ------- | - | - | - | - |
| Wyścig  | 5 | 4 | 3 | 2 |

Punkty w tej klasyfikacji przyznawane są podczas wyścigu i po przekroczeniu linii mety na podstawie zajmowanych pozycji.

### Grand Touring Prototype (GTP)

#### Kierowcy
W tabeli ujęto pierwsze 15 miejsc w klasyfikacji kierowców.
| Poz.   | Kierowca                                | DAY | SEB | LBH | LGA | WGL | MOS | ELK | IMS | ATL | Punkty | MEC |
| ------ | --------------------------------------- | --- | --- | --- | --- | --- | --- | --- | --- | --- | ------ | --- |
| 1      | Pipo Derani Alexander Sims              | 5   | 1   | 5   | 3   | 2   | 7   | 6   | 4   | 6   | 2733   | 40  |
| 2      | Filipe Albuquerque Ricky Taylor         | 2   | 4   | 7   | 4   | 6   | 2   | 3   | 5   | 9   | 2712   | 34  |
| 3      | Tom Blomqvist Colin Braun               | 1   | 6   | 6   | 6   | 3   | 1   | 2   | 6   | 1   | 2711   | 21  |
| 4      | Nick Tandy Mathieu Jaminet              | 8   | 3   | 1   | 2   | 9   | 5   | 7   | 1   | 10  | 2691   | 27  |
| 5      | Matt Campbell Felipe Nasr               | 7   | 5   | 3   | 9   | 7   | 6   | 1   | 2   | 4   | 2691   | 30  |
| 6      | Connor De Phillippi Nick Yelloly        | 9   | 2   | 2   | 8   | 1   | 3   | 10  | 3   | 7   | 2687   | 29  |
| 7      | Sébastien Bourdais Renger van der Zande | 3   | 7   | 8   | 1   | 5   | 9   | 4   | 7   | 2   | 2673   | 38  |
| 8      | Philipp Eng Augusto Farfus              | 6   | 8   | 4   | 5   | 8   | 8   | 9   | 10  | 8   | 2341   | 25  |
| 9      | Tijmen van der Helm Mike Rockenfeller   | –   | –   | –   | 7   | 4   | 4   | 5   | 8   | 5   | 1660   | 10  |
| 10     | Jack Aitken                             | 5   | 1   | –   | –   | 2   | –   | –   | –   | 6   | 1263   | 40  |
| 11     | Louis Delétraz                          | 2   | 4   | –   | –   | 6   | –   | –   | –   | 9   | 1165   | 34  |
| 12     | Scott Dixon                             | 3   | 7   | –   | –   | –   | –   | –   | –   | 2   | 952    | 34  |
| 13     | Sheldon van der Linde                   | 9   | 2   | –   | –   | –   | –   | –   | –   | 7   | 851    | 22  |
| 14     | Hélio Castroneves                       | 1   | 6   | –   | –   | –   | –   | –   | –   | 1   | 839    | 15  |
| 15     | Harry Tincknell Gianmaria Bruni         | –   | –   | –   | –   | –   | –   | 8   | 9   | 3   | 814    | 7   |
| Poz.   | Kierowca                                | DAY | SEB | LBH | LGA | WGL | MOS | ELK | IMS | ATL | Punkty | MEC |
| Źródła |                                         |     |     |     |     |     |     |     |     |     |        |     |

| Legenda     | Legenda                  |
| Oznaczenie  | Wyjaśnienie              |
| ----------- | ------------------------ |
| Złoty       | Zwycięstwo               |
| Srebrny     | 2. miejsce               |
| Brązowy     | 3. miejsce               |
| Zielony     | Ukończył                 |
| Różowy      | Nie ukończył             |
| Czarny      | zdyskwalifikowany (DK)   |
| Czarny      | Wykluczony (WYK)         |
| Biały       | Nie wystartował (NW)     |
| Biały       | Wyścig odwołany (OD)     |
| Bez koloru  | Wycofany (WYC)           |
| Bez koloru  | Nie został zgłoszony (–) |
| Pogrubienie | Pole position            |

#### Zespoły
| Poz.   | Zespół                                        | Samochód                                  | DAY | SEB | LBH | LGA | WGL | MOS | ELK | IMS | ATL | Punkty | MEC |
| ------ | --------------------------------------------- | ----------------------------------------- | --- | --- | --- | --- | --- | --- | --- | --- | --- | ------ | --- |
| 1      | #31 Whelen Engineering Racing Cadillac V-LMDh | Cadillac V-LMDh 1 Cadillac V-Series.R 2–9 | 5   | 1   | 5   | 3   | 2   | 7   | 6   | 4   | 6   | 2733   | 40  |
| 2      | #10 Konica Minolta Acura ARX-06               | Acura ARX-06                              | 2   | 4   | 7   | 4   | 6   | 2   | 3   | 5   | 9   | 2712   | 34  |
| 3      | #60 Meyer Shank Racing with Curb-Agajanian    | Acura ARX-06                              | 1   | 6   | 6   | 6   | 3   | 1   | 2   | 6   | 1   | 2711   | 21  |
| 4      | #6 Porsche Penske Motorsport                  | Porsche 963                               | 8   | 3   | 1   | 2   | 9   | 5   | 7   | 1   | 10  | 2691   | 27  |
| 5      | #7 Porsche Penske Motorsport                  | Porsche 963                               | 7   | 5   | 3   | 9   | 7   | 6   | 1   | 2   | 4   | 2691   | 30  |
| 6      | #25 BMW M Team RLL                            | BMW M Hybrid V8                           | 9   | 2   | 2   | 8   | 1   | 3   | 10  | 3   | 7   | 2687   | 29  |
| 7      | #01 Cadillac Racing                           | Cadillac V-LMDh 1 Cadillac V-Series.R 2–9 | 3   | 7   | 8   | 1   | 5   | 9   | 4   | 7   | 2   | 2673   | 38  |
| 8      | #24 BMW M Team RLL                            | BMW M Hybrid V8                           | 6   | 8   | 4   | 5   | 8   | 8   | 9   | 10  | 8   | 2341   | 25  |
| 9      | #5 JDC Miller MotorSports                     | Porsche 963                               | –   | –   | –   | 7   | 4   | 4   | 5   | 8   | 5   | 1660   | 10  |
| 10     | #59 Proton Competition                        | Porsche 963                               | –   | –   | –   | –   | –   | –   | 8   | 9   | 3   | 814    | 7   |
| 11     | #02 Cadillac Racing                           | Cadillac V-LMDh                           | 4   | –   | –   | –   | –   | –   | –   | –   | –   | 306    | 9   |
| Poz.   | Zespół                                        | Samochód                                  | DAY | SEB | LBH | LGA | WGL | MOS | ELK | IMS | ATL | Punkty | MEC |
| Źródła |                                               |                                           |     |     |     |     |     |     |     |     |     |        |     |

#### Producenci
| Poz.   | Producent | DAY | SEB | LBH | LGA | WGL | MOS | ELK | IMS | ATL | Punkty | MEC |
| ------ | --------- | --- | --- | --- | --- | --- | --- | --- | --- | --- | ------ | --- |
| 1      | Cadillac  | 3   | 1   | 5   | 1   | 2   | 7   | 4   | 4   | 2   | 3096   | 53  |
| 2      | Porsche   | 7   | 3   | 1   | 2   | 4   | 4   | 1   | 1   | 3   | 3080   | 37  |
| 3      | Acura     | 1   | 4   | 6   | 4   | 3   | 1   | 2   | 5   | 1   | 3076   | 46  |
| 4      | BMW       | 6   | 2   | 2   | 5   | 1   | 3   | 9   | 3   | 7   | 2998   | 32  |
| Źródła |           |     |     |     |     |     |     |     |     |     |        |     |

### Le Mans Prototype 2 (LMP2)

#### Kierowcy
W tabeli ujęto pierwsze 15 miejsc w klasyfikacji kierowców.
| Poz.   | Kierowca                     | DAY | SEB | LGA | WGL | ELK | IMS | ATL | Punkty | MEC |
| ------ | ---------------------------- | --- | --- | --- | --- | --- | --- | --- | ------ | --- |
| 1      | Paul-Loup Chatin Ben Keating | 7   | 4   | 2   | 3   | 1   | 4   | 3   | 1995   | 39  |
| 2      | Ben Hanley George Kurtz      | 2   | 5   | 3   | 1   | 7   | 3   | 1   | 1958   | 42  |
| 3      | Mikkel Jensen Steven Thomas  | 10  | 2   | 1   | 7   | 3   | 1   | 8   | 1942   | 34  |
| 4      | Giedo van der Garde          | 4   | 8   | 4   | 4   | 2   | 5   | 2   | 1832   | 33  |
| 5      | Ryan Dalziel Dwight Merriman | 9   | 3   | 7   | 2   | 6   | 6   | 5   | 1740   | 29  |
| 6      | Ed Jones                     | 8   | 6   | 6   | 8   | 5   | 7   | 6   | 1605   | 24  |
| 7      | Dennis Andersen              | 8   | 6   | 6   | –   | 5   | 4   | 6   | 1375   | 20  |
| 8      | Nolan Siegel                 | –   | 5   | –   | 1   | –   | –   | 1   | 1016   | 30  |
| 9      | John Falb                    | –   | –   | –   | 4   | 2   | –   | 2   | 974    | 14  |
| 10     | Alex Quinn                   | 7   | 4   | –   | 3   | –   | –   | 3   | 950    | 39  |
| 11     | Christian Rasmussen          | 9   | 3   | –   | 2   | –   | –   | 5   | 926    | 29  |
| 12     | Louis Delétraz               | –   | –   | 8   | –   | 4   | 2   | –   | 912    | 0   |
| 13     | Kyffin Simpson               | 5   | 1   | –   | 5   | –   | –   | 7   | 899    | 30  |
| 14     | Josh Pierson                 | 4   | 8   | –   | 4   | –   | –   | 2   | 892    | 33  |
| 15     | Scott Huffaker               | 10  | 2   | –   | 7   | –   | –   | 8   | 852    | 34  |
| Poz.   | Kierowca                     | DAY | SEB | LGA | WGL | ELK | IMS | ATL | Punkty | MEC |
| Źródła |                              |     |     |     |     |     |     |     |        |     |

| Legenda     | Legenda                  |
| Oznaczenie  | Wyjaśnienie              |
| ----------- | ------------------------ |
| Złoty       | Zwycięstwo               |
| Srebrny     | 2. miejsce               |
| Brązowy     | 3. miejsce               |
| Zielony     | Ukończył                 |
| Różowy      | Nie ukończył             |
| Czarny      | zdyskwalifikowany (DK)   |
| Czarny      | Wykluczony (WYK)         |
| Biały       | Nie wystartował (NW)     |
| Biały       | Wyścig odwołany (OD)     |
| Bez koloru  | Wycofany (WYC)           |
| Bez koloru  | Nie został zgłoszony (–) |
| Pogrubienie | Pole position            |

#### Zespoły
| Poz.   | Zespół                        | Samochód | DAY | SEB | LGA | WGL | ELK | IMS | ATL | Punkty | MEC |
| ------ | ----------------------------- | -------- | --- | --- | --- | --- | --- | --- | --- | ------ | --- |
| 1      | #52 PR1 Mathiasen Motorsports | Oreca 07 | 7   | 4   | 2   | 3   | 1   | 4   | 3   | 1995   | 39  |
| 2      | #04 Crowdstrike Racing by APR | Oreca 07 | 2   | 5   | 3   | 1   | 7   | 3   | 1   | 1958   | 42  |
| 3      | #11 TDS Racing                | Oreca 07 | 10  | 2   | 1   | 7   | 3   | 1   | 8   | 1942   | 34  |
| 4      | #35 TDS Racing                | Oreca 07 | 4   | 8   | 4   | 4   | 2   | 5   | 2   | 1832   | 33  |
| 5      | #8 Tower Motorsports          | Oreca 07 | 5   | 1   | 8   | 5   | 4   | 2   | 7   | 1811   | 30  |
| 6      | #18 Era Motorsport            | Oreca 07 | 9   | 3   | 7   | 2   | 6   | 6   | 5   | 1740   | 29  |
| 7      | #20 High Class Racing         | Oreca 07 | 8   | 6   | 6   | 8   | 5   | 7   | 6   | 1605   | 24  |
| 8      | #51 Rick Ware Racing          | Oreca 07 | 6   | 7   | 5   | 9   | –   | –   | –   | 770    | 18  |
| 9      | #88 AF Corse                  | Oreca 07 | 3   | –   | –   | 6   | –   | –   | 4   | 556    | 21  |
| 10     | #55 Proton Competition        | Oreca 07 | 1   | –   | –   | –   | –   | –   | –   | 0      | 14  |
| Poz.   | Zespół                        | Samochód | DAY | SEB | LGA | WGL | ELK | IMS | ATL | Punkty | MEC |
| Źródła |                               |          |     |     |     |     |     |     |     |        |     |

### Le Mans Prototype 3 (LMP3)

#### Kierowcy
W tabeli ujęto pierwsze 15 miejsc w klasyfikacji kierowców.
| Poz.   | Kierowca                    | DAY | SEB | WGL | MOS | ELK | IMS | ATL | Punkty | MEC |
| ------ | --------------------------- | --- | --- | --- | --- | --- | --- | --- | ------ | --- |
| 1      | Gar Robinson                | 9   | 1   | 1   | 1   | 1   | 2   | 3   | 2162   | 42  |
| 2      | Garett Grist                | –   | 8   | 2   | 2   | 4   | 3   | 1   | 1945   | 31  |
| 3      | Matt Bell Orey Fidani       | 4   | 2   | 5   | 4   | 3   | 5   | 2   | 1882   | 32  |
| 4      | Wayne Boyd Anthony Mantella | 1   | 4   | 3   | 3   | 5   | 1   | 6   | 1870   | 34  |
| 5      | Josh Burdon                 | 9   | 1   | 1   | –   | 1   | 2   | 3   | 1777   | 42  |
| 6      | Felipe Fraga                | 9   | 1   | 1   | 1   | –   | –   | 3   | 1439   | 42  |
| 7      | João Barbosa                | 2   | 7   | 7   | 5   | 2   | 6   | –   | 1415   | 28  |
| 8      | Dakota Dickerson            | 7   | 8   | 2   | –   | –   | 8   | 1   | 1213   | 42  |
| 9      | Lance Willsey               | 2   | 7   | 7   | 5   | –   | 6   | –   | 1060   | 28  |
| 10     | Bijoy Garg                  | –   | –   | –   | –   | 8   | 4   | 1   | 957    | 14  |
| 11     | Lars Kern                   | 4   | 2   | 5   | –   | –   | –   | 2   | 952    | 32  |
| 12     | Ari Balogh                  | –   | 8   | WYC | 2   | 4   | –   | –   | 913    | 10  |
| 13     | Nicolás Varrone             | 1   | 4   | 3   | –   | –   | –   | 6   | 882    | 34  |
| 14     | Till Bechtolsheimer         | 5   | 3   | 9   | –   | –   | –   | 4   | 864    | 25  |
| 15     | Dan Goldburg                | –   | 3   | 9   | –   | –   | –   | 4   | 864    | 17  |
| Poz.   | Kierowca                    | DAY | SEB | WGL | MOS | ELK | IMS | ATL | Punkty | MEC |
| Źródła |                             |     |     |     |     |     |     |     |        |     |

| Legenda     | Legenda                  |
| Oznaczenie  | Wyjaśnienie              |
| ----------- | ------------------------ |
| Złoty       | Zwycięstwo               |
| Srebrny     | 2. miejsce               |
| Brązowy     | 3. miejsce               |
| Zielony     | Ukończył                 |
| Różowy      | Nie ukończył             |
| Czarny      | zdyskwalifikowany (DK)   |
| Czarny      | Wykluczony (WYK)         |
| Biały       | Nie wystartował (NW)     |
| Biały       | Wyścig odwołany (OD)     |
| Bez koloru  | Wycofany (WYC)           |
| Bez koloru  | Nie został zgłoszony (–) |
| Pogrubienie | Pole position            |

#### Zespoły
| Poz.   | Zespół                           | Samochód            | DAY | SEB | WGL | MOS | ELK | IMS | ATL | Punkty | MEC |
| ------ | -------------------------------- | ------------------- | --- | --- | --- | --- | --- | --- | --- | ------ | --- |
| 1      | #74 Riley Motorsports            | Ligier JS P320      | 9   | 1   | 1   | 1   | 1   | 2   | 3   | 2162   | 42  |
| 2      | #30 Jr III Motorsports           | Ligier JS P320      | –   | 8   | 2   | 2   | 4   | 3   | 1   | 1945   | 31  |
| 3      | #13 AWA                          | Duqueine M30 – D-08 | 4   | 2   | 5   | 4   | 3   | 5   | 2   | 1882   | 32  |
| 4      | #17 AWA                          | Duqueine M30 – D-08 | 1   | 4   | 3   | 3   | 5   | 1   | 6   | 1870   | 34  |
| 5      | #33 Sean Creech Motorsport       | Ligier JS P320      | 2   | 7   | 7   | 5   | 2   | 6   | –   | 1415   | 28  |
| 6      | #4 Ave Motorsports               | Ligier JS P320      | –   | 5   | 6   | 6   | 6   | 7   |     | 1348   | 10  |
| 7      | #85 JDC Miller MotorSports       | Duqueine M30 – D-08 | 5   | 3   | 9   | –   | 7   | –   | 4   | 1127   | 25  |
| 8      | #38 Performance Tech Motorsports | Ligier JS P320      | 3   | 6   | 10  | –   | –   | 9   | 5   | 1018   | 26  |
| 9      | #36 Andretti Autosport           | Ligier JS P320      | 7   | 9   | 4   | –   | –   | –   | 7   | 810    | 30  |
| 10     | #29 Jr III Motorsports           | Ligier JS P320      | –   | –   | –   | –   | 8   | 4   |     | 577    | 0   |
| 11     | #54 MLT Motorsports              | Ligier JS P320      | –   | –   | 8   | –   | –   | 8   | –   | 485    | 4   |
| 12     | #87 FastMD Racing                | Duqueine M30 – D-08 | 6   | –   | –   | –   | –   | –   | –   | 0      | 9   |
| 13     | #43 MRS GT-Racing                | Ligier JS P320      | 8   | –   | –   | –   | –   | –   | –   | 0      | 9   |
| Poz.   | Zespół                           | Samochód            | DAY | SEB | WGL | MOS | ELK | IMS | ATL | Punkty | MEC |
| Źródła |                                  |                     |     |     |     |     |     |     |     |        |     |

### GT Daytona Pro (GTD Pro)

#### Kierowcy
W tabeli ujęto pierwsze 10 miejsc w klasyfikacji kierowców.
| Poz.   | Kierowca                       | DAY | SEB | LBH | LGA | WGL | MOS | LIM | ELK | VIR | IMS | ATL | Punkty | MEC |
| ------ | ------------------------------ | --- | --- | --- | --- | --- | --- | --- | --- | --- | --- | --- | ------ | --- |
| 1      | Ben Barnicoat Jack Hawksworth  | 3   | 2   | 1   | 2   | 1   | 4   | 2   | 2   | 2   | 3   | 8   | 3760   | 37  |
| 2      | Jules Gounon Daniel Juncadella | 1   | 3   | 5   | 1   | 4   | 3   | 5   | 5   | 5   | 1   | 1   | 3648   | 42  |
| 3      | Antonio García Jordan Taylor   | 2   | 5   | 2   | 4   | 3   | 1   | 4   | 3   | 1   | 5   | 7   | 3579   | 38  |
| 4      | Klaus Bachler Patrick Pilet    | 5   | 1   | 3   | 3   | 5   | 2   | 3   | 4   | 3   | 4   | 2   | 3578   | 33  |
| 5      | Ross Gunn Alex Riberas         | 7   | 8   | 4   | 5   | 6   | 5   | 1   | 1   | 4   | 2   | 4   | 3427   | 32  |
| 6      | Davide Rigon Daniel Serra      | 10  | 6   | –   | –   | 2   | –   | –   | –   | –   | –   | 3   | 1192   | 28  |
| 7      | Jordan Pepper                  | 4   | 4   | –   | –   | 9   | –   | –   | –   | –   | –   | 6   | 1137   | 30  |
| 8      | Maro Engel                     | 1   | 3   | –   | –   | –   | –   | –   | –   | –   | –   | 1   | 1088   | 38  |
| 9      | Tommy Milner                   | 2   | 5   | –   | –   | –   | –   | –   | –   | –   | –   | 7   | 915    | 33  |
| 10     | David Pittard                  | 7   | 8   | –   | –   | –   | –   | –   | –   | –   | –   | 4   | 837    | 27  |
| Poz.   | Kierowca                       | DAY | SEB | LBH | LGA | WGL | MOS | LIM | ELK | VIR | IMS | ATL | Punkty | MEC |
| Źródła |                                |     |     |     |     |     |     |     |     |     |     |     |        |     |

| Legenda     | Legenda                  |
| Oznaczenie  | Wyjaśnienie              |
| ----------- | ------------------------ |
| Złoty       | Zwycięstwo               |
| Srebrny     | 2. miejsce               |
| Brązowy     | 3. miejsce               |
| Zielony     | Ukończył                 |
| Różowy      | Nie ukończył             |
| Czarny      | zdyskwalifikowany (DK)   |
| Czarny      | Wykluczony (WYK)         |
| Biały       | Nie wystartował (NW)     |
| Biały       | Wyścig odwołany (OD)     |
| Bez koloru  | Wycofany (WYC)           |
| Bez koloru  | Nie został zgłoszony (–) |
| Pogrubienie | Pole position            |

#### Zespoły
| Poz.   | Zespół                   | Samochód                      | DAY | SEB | LBH | LGA | WGL | MOS | LIM | ELK | VIR | IMS | ATL | Punkty | MEC |
| ------ | ------------------------ | ----------------------------- | --- | --- | --- | --- | --- | --- | --- | --- | --- | --- | --- | ------ | --- |
| 1      | #14 Vasser Sullivan      | Lexus RC F GT3                | 3   | 2   | 1   | 2   | 1   | 4   | 2   | 2   | 2   | 3   | 8   | 3760   | 37  |
| 2      | #79 WeatherTech Racing   | Mercedes-AMG GT3 Evo          | 1   | 3   | 5   | 1   | 4   | 3   | 5   | 5   | 5   | 1   | 1   | 3648   | 42  |
| 3      | #3 Corvette Racing       | Chevrolet Corvette C8.R GTD   | 2   | 5   | 2   | 4   | 3   | 1   | 4   | 3   | 1   | 5   | 7   | 3579   | 38  |
| 4      | #9 Pfaff Motorsports     | Porsche 911 GT3 R (992)       | 5   | 1   | 3   | 3   | 5   | 2   | 3   | 4   | 3   | 4   | 2   | 3578   | 33  |
| 5      | #23 Heart of Racing Team | Aston Martin Vantage AMR GT3  | 7   | 8   | 4   | 5   | 6   | 5   | 1   | 1   | 4   | 2   | 4   | 3427   | 32  |
| 6      | #62 Risi Competizione    | Ferrari 296 GT3               | 10  | 6   | –   | –   | 2   | –   | –   | –   | –   | –   | 3   | 1192   | 28  |
| 7      | #63 Iron Lynx            | Lamborghini Huracán GT3 Evo 2 | 4   | 4   | –   | –   | 9   | –   | –   | –   | –   | –   | 6   | 1137   | 30  |
| 8      | #95 Turner Motorsport    | BMW M4 GT3                    | 9   | 7   | –   | –   | 7   | –   | –   | –   | –   | –   | –   | 773    | 18  |
| 9      | #61 AF Corse             | Ferrari 296 GT3               | –   | –   | –   | –   | 8   | –   | –   | –   | –   | –   | 5   | 537    | 10  |
| 10     | #53 MDK Motorsports      | Porsche 911 GT3 R (992)       | 6   | –   | –   | –   | –   | –   | –   | –   | –   | –   | –   | 250    | 8   |
| 11     | #64 TGM/TF Sport         | Aston Martin Vantage AMR GT3  | 8   | –   | –   | –   | –   | –   | –   | –   | –   | –   | –   | 230    | 8   |
| Poz.   | Zespół                   | Samochód                      | DAY | SEB | LBH | LGA | WGL | MOS | LIM | ELK | VIR | IMS | ATL | Punkty | MEC |
| Źródła |                          |                               |     |     |     |     |     |     |     |     |     |     |     |        |     |

#### Producenci
| Poz.   | Producent    | DAY | SEB | LBH | LGA | WGL | MOS | LIM | ELK | VIR | IMS | ATL | Punkty | MEC |
| ------ | ------------ | --- | --- | --- | --- | --- | --- | --- | --- | --- | --- | --- | ------ | --- |
| 1      | Lexus        | 3   | 2   | 1   | 2   | 1   | 4   | 2   | 2   | 2   | 3   | 8   | 3770   | 37  |
| 2      | Mercedes-AMG | 1   | 3   | 5   | 1   | 4   | 3   | 5   | 5   | 5   | 1   | 1   | 3648   | 42  |
| 3      | Chevrolet    | 2   | 5   | 2   | 4   | 3   | 1   | 4   | 3   | 1   | 5   | 7   | 3589   | 38  |
| 4      | Porsche      | 5   | 1   | 3   | 3   | 5   | 2   | 3   | 4   | 3   | 4   | 2   | 3578   | 33  |
| 5      | Aston Martin | 7   | 8   | 4   | 5   | 6   | 5   | 1   | 1   | 4   | 2   | 4   | 3438   | 32  |
| 6      | Ferrari      | 10  | 6   | –   | –   | 2   | –   | –   | –   | –   | –   | 3   | 1212   | 28  |
| 7      | Lamborghini  | 4   | 4   | –   | –   | 9   | –   | –   | –   | –   | –   | 6   | 1158   | 30  |
| 8      | BMW          | 9   | 7   | –   | –   | 7   | –   | –   | –   | –   | –   | –   | 793    | 18  |
| Poz.   | Producent    | DAY | SEB | LBH | LGA | WGL | MOS | LIM | ELK | VIR | IMS | ATL | Punkty | MEC |
| Źródła |              |     |     |     |     |     |     |     |     |     |     |     |        |     |

### GT Daytona (GTD)

#### Kierowcy
W tabeli ujęto pierwsze 35 miejsc w klasyfikacji kierowców.
| Poz.   | Kierowca                                        | DAY | SEB | LBH | LGA | WGL | MOS | LIM | ELK | VIR | IMS | ATL | Punkty | WTSC | MEC |
| ------ | ----------------------------------------------- | --- | --- | --- | --- | --- | --- | --- | --- | --- | --- | --- | ------ | ---- | --- |
| 1      | Bryan Sellers Madison Snow                      | 8   | 1   | 1   | 10  | 2   | 1   | 8   | 1   | 1   | 3   | 18  | 3482   | 2355 | 31  |
| 2      | Roman De Angelis Marco Sørensen                 | 1   | 15  | 2   | 8   | 6   | 4   | 1   | 7   | 12  | 4   | 5   | 3221   | 2096 | 36  |
| 3      | Aaron Telitz Frankie Montecalvo                 | 5   | 5   | 3   | 14  | 1   | 6   | 12  | 5   | 5   | 14  | 16  | 2927   | 1789 | 28  |
| 4      | Robby Foley Patrick Gallagher                   | 17  | 2   | 8   | 7   | 13  | 13  | 4   | 12  | 2   | 5   | 2   | 2924   | 1880 | 31  |
| 5      | Misha Goikhberg Loris Spinelli                  | 7   | 17  | 7   | 9   | 7   | 14  | 5   | 4   | 13  | 2   | 1   | 2921   | 1855 | 27  |
| 6      | Brendan Iribe Frederik Schandorff               | 3   | 4   | 6   | 5   | 15  | 2   | 13  | 2   | 7   | 16  | 19  | 2853   | 1897 | 27  |
| 7      | Mikaël Grenier Mike Skeen                       | 15  | 10  | 4   | 15  | 12  | 3   | 10  | 3   | 11  | 9   | 6   | 2773   | 1876 | 39  |
| 8      | Alan Brynjolfsson Trent Hindman                 | 11  | 8   | 10  | 6   | 11  | 7   | 3   | 14  | 9   | 6   | 3   | 2757   | 1768 | 25  |
| 9      | Alec Udell                                      | 21  | 3   | 13  | 3   | 10  | 12  | 2   | 13  | 14  | 8   | 4   | 2652   | 1712 | 25  |
| 10     | Russell Ward                                    | 13  | 18  | 5   | 12  | 20  | 10  | 9   | 15  | 3   | 1   | 9   | 2562   | 1855 | 29  |
| 11     | Katherine Legge Sheena Monk                     | 4   | 12  | 9   | 13  | 5   | 11  | 6   | 10  | 10  | 13  | 15  | 2552   | 1580 | 25  |
| 12     | Philip Ellis                                    | 13  | 18  | 5   | 12  | –   | 10  | 9   | 15  | 3   | 1   | 9   | 2431   | 1855 | 25  |
| 13     | Kay van Berlo Alan Metni                        | 16  | 7   | 12  | 1   | 17  | 9   | 14  | 9   | 8   | 11  | –   | 2289   | 1708 | 18  |
| 14     | Sebastian Priaulx                               | 14  | 16  | NW  | 11  | 14  | 8   | 7   | 11  | 6   | 10  | 8   | 2245   | 1480 | 24  |
| 15     | Bill Auberlen Chandler Hull                     | –   | –   | 11  | 2   | –   | 5   | 11  | 6   | 4   | 7   | 7   | 2175   | 1907 | 8   |
| 16     | P.J. Hyett                                      | 14  | 16  | NW  | –   | 14  | 8   | 7   | 11  | 6   | 10  | 8   | 2015   | 1250 | 24  |
| 17     | David Brule                                     | 21  | 3   | –   | –   | 10  | 12  | –   | 13  | 14  | 8   | 4   | 1777   | 837  | 25  |
| 18     | Julien Andlauer                                 | 16  | 3   |     | 3   | 10  |     | 2   |     |     |     | 4   | 1667   | 678  | 25  |
| 19     | Ashton Harrison                                 | 6   | 19  | NW  | –   | 8   | –   | –   | 8   | –   | 17  | 14  | 1300   | 431  | 24  |
| 20     | Andy Lally John Potter                          | 2   | 9   | –   | 4   | 9   | –   | –   | –   | –   | –   | 17  | 1264   | 295  | 29  |
| 21     | Parker Thompson                                 | 5   | 5   | –   | –   | 1   | –   | –   | –   | –   | –   | 16  | 1138   | 0    | 28  |
| 22     | Corey Lewis                                     | 8   | 1   | –   | –   | 2   | –   | –   | –   | –   | –   | 18  | 1127   | 0    | 31  |
| 23     | Ian James                                       | 1   | 15  | –   | –   | 6   | –   | –   | –   | –   | –   | 5   | 1125   | 0    | 36  |
| 24     | Ryan Hardwick Jan Heylen Zacharie Robichon      | 9   | 6   | –   | –   | 3   | –   | –   | –   | –   | –   | 11  | 1052   | 0    | 26  |
| 25     | Michael Dinan                                   | 17  | 2   | –   | –   | 13  | –   | –   | –   | –   | –   | 2   | 1044   | 0    | 31  |
| 26     | Kyle Marcelli                                   | 6   | 19  | –   | –   | 8   | –   | –   | –   | –   | 17  | 14  | 1029   | 160  | 24  |
| 27     | Gunnar Jeannette                                | 14  | 16  | –   | 11  | 14  | –   | –   | –   | –   | –   | 8   | 995    | 230  | 24  |
| 28     | Maxwell Root                                    | 11  | 8   | –   | –   | 11  | –   | –   | –   | –   | –   | 3   | 989    | 0    | 25  |
| 29     | Marc Miller                                     | 4   | 12  | –   | –   | 5   | –   | –   | –   | –   | –   | 15  | 972    | 0    | 25  |
| 30     | Spencer Pumpelly                                | 2   | 9   | –   | –   | 9   | –   | –   | –   | –   | –   | 17  | 969    | 0    | 29  |
| 31     | Ollie Millroy                                   | 3   | 4   | –   | –   | 15  | –   | –   | –   | –   | –   | 19  | 956    | 0    | 27  |
| 32     | Kenton Koch                                     | 15  | 10  | –   | –   | 12  | –   | –   | –   | –   | –   | 6   | 897    | 0    | 39  |
| 33     | Danny Formal                                    | 6   | 19  | –   | –   | 8   | –   | –   | –   | –   | –   | 14  | 869    | 0    | 24  |
| 34     | Alessio Rovera Charlie Scardina Onofrio Triarsi | 10  | 20  | –   | –   | 4   | –   | –   | –   | –   | –   | 10  | 863    | 0    | 24  |
| 35     | Rahel Frey Michelle Gatting                     | 18  | 11  | –   | –   | 16  | –   | –   | –   | –   | –   | 12  | 770    | 0    | 24  |
| Poz.   | Kierowca                                        | DAY | SEB | LBH | LGA | WGL | MOS | LIM | ELK | VIR | IMS | ATL | Punkty | WTSC | MEC |
| Źródła |                                                 |     |     |     |     |     |     |     |     |     |     |     |        |      |     |

| Legenda     | Legenda                  |
| Oznaczenie  | Wyjaśnienie              |
| ----------- | ------------------------ |
| Złoty       | Zwycięstwo               |
| Srebrny     | 2. miejsce               |
| Brązowy     | 3. miejsce               |
| Zielony     | Ukończył                 |
| Różowy      | Nie ukończył             |
| Czarny      | zdyskwalifikowany (DK)   |
| Czarny      | Wykluczony (WYK)         |
| Biały       | Nie wystartował (NW)     |
| Biały       | Wyścig odwołany (OD)     |
| Bez koloru  | Wycofany (WYC)           |
| Bez koloru  | Nie został zgłoszony (–) |
| Pogrubienie | Pole position            |

#### Zespoły
| Poz.   | Zespół                                                               | Samochód                                     | DAY | SEB | LBH | LGA | WGL | MOS | LIM | ELK | VIR | IMS | ATL | Punkty | WTSC | MEC |
| ------ | -------------------------------------------------------------------- | -------------------------------------------- | --- | --- | --- | --- | --- | --- | --- | --- | --- | --- | --- | ------ | ---- | --- |
| 1      | #1 Paul Miller Racing                                                | BMW M4 GT3                                   | 8   | 1   | 1   | 10  | 2   | 1   | 8   | 1   | 1   | 3   | 18  | 3482   | 2355 | 31  |
| 2      | #27 Heart of Racing Team                                             | Aston Martin Vantage AMR GT3                 | 1   | 15  | 2   | 8   | 6   | 4   | 1   | 7   | 12  | 4   | 5   | 3221   | 2096 | 36  |
| 3      | #12 Vasser Sullivan Racing                                           | Lexus RC F GT3                               | 5   | 5   | 3   | 14  | 1   | 6   | 12  | 5   | 5   | 14  | 16  | 2927   | 1789 | 28  |
| 4      | #96 Turner Motorsport                                                | BMW M4 GT3                                   | 17  | 2   | 8   | 7   | 13  | 13  | 4   | 12  | 2   | 5   | 2   | 2924   | 1880 | 31  |
| 5      | #78 Forte Racing Powered by USRT                                     | Lamborghini Huracán GT3 Evo 2                | 7   | 17  | 7   | 9   | 7   | 14  | 5   | 4   | 13  | 2   | 1   | 2921   | 1855 | 27  |
| 6      | #70 Inception Racing                                                 | McLaren 720S GT3 1 McLaren 720S GT3 Evo 2–11 | 3   | 4   | 6   | 5   | 15  | 2   | 13  | 2   | 7   | 16  | 19  | 2853   | 1897 | 27  |
| 7      | #32 Team Korthoff Motorsports 1–9 Korthoff Preston Motorsports 10–11 | Mercedes-AMG GT3 Evo                         | 15  | 10  | 4   | 15  | 12  | 3   | 10  | 3   | 11  | 9   | 6   | 2773   | 1876 | 39  |
| 8      | #77 Wright Motorsports                                               | Porsche 911 GT3 R (992)                      | 11  | 8   | 10  | 6   | 11  | 7   | 3   | 14  | 9   | 6   | 3   | 2757   | 1768 | 25  |
| 9      | #92 KellyMoss with Riley                                             | Porsche 911 GT3 R (992)                      | 21  | 3   | 13  | 3   | 10  | 12  | 2   | 13  | 14  | 8   | 4   | 2652   | 1712 | 25  |
| 10     | #57 Winward Racing                                                   | Mercedes-AMG GT3 Evo                         | 13  | 18  | 5   | 12  | 20  | 10  | 9   | 15  | 3   | 1   | 9   | 2562   | 1855 | 20  |
| 11     | #66 Gradient Racing                                                  | Acura NSX GT3 Evo 22                         | 4   | 12  | 9   | 13  | 5   | 11  | 6   | 10  | 10  | 13  | 15  | 2552   | 1580 | 25  |
| 12     | #91 KellyMoss with Riley                                             | Porsche 911 GT3 R (992)                      | 16  | 7   | 12  | 1   | 17  | 9   | 14  | 9   | 8   | 11  | –   | 2289   | 1708 | 18  |
| 13     | #80 AO Racing Team                                                   | Porsche 911 GT3 R (992)                      | 14  | 16  | NW  | 11  | 14  | 8   | 7   | 11  | 6   | 10  | 8   | 2245   | 1480 | 24  |
| 14     | #97 Turner Motorsport                                                | BMW M4 GT3                                   | –   | –   | 11  | 2   | –   | 5   | 11  | 6   | 4   | 7   | 7   | 2175   | 1907 | 8   |
| 15     | #93 Racers Edge Motorsports with WTR                                 | Acura NSX GT3 Evo 22                         | 6   | 19  | NW  | –   | 8   | –   | –   | 8   | –   | 17  | 14  | 1300   | 431  | 24  |
| 16     | #44 Magnus Racing                                                    | Aston Martin Vantage AMR GT3                 | 2   | 9   | –   | 4   | 9   | –   | –   | –   | –   | –   | 17  | 1264   | 295  | 29  |
| 17     | #16 Wright Motorsports                                               | Porsche 911 GT3 R (992)                      | 9   | 6   | –   | –   | 3   | –   | –   | –   | –   | –   | 11  | 1052   | 0    | 26  |
| 18     | #023 Triarsi Competizione                                            | Ferrari 296 GT3                              | 10  | 20  | –   | –   | 4   | –   | –   | –   | –   | –   | 10  | 863    | 0    | 24  |
| 19     | #83 Iron Dames                                                       | Lamborghini Huracán GT3 Evo 2                | 18  | 11  | –   | –   | 16  | –   | –   | –   | –   | –   | 12  | 770    | 0    | 24  |
| 20     | #47 Cetilar Racing                                                   | Ferrari 296 GT3                              | 23  | 14  | –   | –   | 18  | –   | –   | –   | –   | –   | 13  | 637    | 0    | 27  |
| 21     | #94 Andretti Autosport                                               | Aston Martin Vantage AMR GT3                 | –   | –   | –   | 16  | –   | –   | 15  | –   | –   | 12  |     | 555    | 555  | 0   |
| 22     | #21 AF Corse                                                         | Ferrari 296 GT3                              | 19  | 13  | –   | –   | –   | –   | –   | –   | –   | –   | –   | 337    | 0    | 14  |
| 23     | #42 NTE Sport                                                        | Lamborghini Huracán GT3 Evo 2                | 20  | –   | –   | –   | 19  | –   | –   | –   | –   | –   | –   | 265    | 0    | 12  |
| 24     | #19 Iron Lynx                                                        | Lamborghini Huracán GT3 Evo 2                | 12  | –   | –   | –   | –   | –   | –   | –   | –   | –   | –   | 190    | 0    | 8   |
| 25     | #15 Lone Star Racing                                                 | Mercedes-AMG GT3 Evo                         | –   | –   | –   | –   | –   | –   | –   | –   | –   | 15  | –   | 175    | 175  | 0   |
| 26     | #75 Sun Energy 1                                                     | Mercedes-AMG GT3 Evo                         | 22  | –   | –   | –   | –   | –   | –   | –   | –   | –   | –   | 125    | 0    | 9   |
| Poz.   | Zespół                                                               | Samochód                                     | DAY | SEB | LBH | LGA | WGL | MOS | LIM | ELK | VIR | IMS | ATL | Punkty | WTSC | MEC |
| Źródła |                                                                      |                                              |     |     |     |     |     |     |     |     |     |     |     |        |      |     |

#### Producenci
| Poz.   | Producent    | DAY | SEB | LBH | LGA | WGL | MOS | LIM | ELK | VIR | IMS | ATL | Punkty | WTSC | MEC |
| ------ | ------------ | --- | --- | --- | --- | --- | --- | --- | --- | --- | --- | --- | ------ | ---- | --- |
| 1      | BMW          | 8   | 1   | 1   | 2   | 2   | 1   | 4   | 1   | 1   | 3   | 2   | 3888   | 2540 | 40  |
| 2      | Aston Martin | 1   | 9   | 2   | 4   | 6   | 4   | 1   | 7   | 12  | 4   | 5   | 3484   | 2230 | 37  |
| 3      | Porsche      | 9   | 3   | 10  | 1   | 3   | 7   | 2   | 9   | 6   | 6   | 3   | 3334   | 2097 | 29  |
| 4      | Mercedes-AMG | 13  | 10  | 4   | 12  | 12  | 3   | 9   | 3   | 3   | 1   | 6   | 3326   | 2257 | 42  |
| 5      | Lexus        | 5   | 5   | 3   | 14  | 1   | 6   | 12  | 5   | 5   | 14  | 16  | 3289   | 2029 | 29  |
| 6      | McLaren      | 3   | 4   | 6   | 5   | 15  | 2   | 13  | 2   | 11  | 16  | 19  | 3253   | 2090 | 30  |
| 7      | Lamborghini  | 7   | 11  | 7   | 9   | 7   | 14  | 5   | 4   | 13  | 2   | 1   | 3247   | 2043 | 27  |
| 8      | Acura        | 4   | 12  | 9   | 13  | 5   | 11  | 6   | 8   | 10  | 13  | 14  | 3030   | 1885 | 27  |
| 9      | Ferrari      | 10  | 13  | –   | –   | 4   | –   | –   | –   | –   | –   | 10  | 1077   | 0    | 27  |
| Poz.   | Producent    | DAY | SEB | LBH | LGA | WGL | MOS | LIM | ELK | VIR | IMS | ATL | Punkty | WTSC | MEC |
| Źródła |              |     |     |     |     |     |     |     |     |     |     |     |        |      |     |

### Nagrody

#### Nagroda Jima Truemana
Nagrodę Jima Truemana zdobył George Kurtz. Razem z tą nagrodą Kurtz otrzymał też zaproszenie do klasy LMP2 w przyszłorocznym wyścigu Le Mans.

#### Nagroda Boba Akina
Nagrodę Boba Akina zdobył Brendan Iribe. Razem z tą nagrodą Iribe otrzymał też zaproszenie do klasy LMGT3 w przyszłorocznym wyścigu Le Mans.